# Liste der Kulturdenkmale in Innenstadt (Görlitz), J–K
In der Liste der Kulturdenkmale in Innenstadt (Görlitz), J–K sind sämtliche Kulturdenkmale der Görlitzer Innenstadt verzeichnet, die bis Oktober 2017 vom Landesamt für Denkmalpflege Sachsen erfasst wurden (ohne archäologische Kulturdenkmale) und deren Straßenname mit den entsprechenden Anfangsbuchstaben beginnt. Die Anmerkungen sind zu beachten.
Diese Liste ist eine Teilliste der Liste der Kulturdenkmale in Görlitz.

## Liste der Kulturdenkmale in Innenstadt (Görlitz), J–K
| Bild                                    | Bezeichnung | Lage                                                                      | Datierung | Beschreibung | ID       |
| --------------------------------------- | --- | ------------------------------------------------------------------------- | --- | --- | -------- |
|                                         | Mietshaus in geschlossener Bebauung | Jahnstraße 1 (Karte)                                                      | Um 1880 | Einfache Putzfassade, städtebaulich von Bedeutung | 09281457 |
|                                         | Mietshaus in geschlossener Bebauung | Jahnstraße 2 (Karte)                                                      | Um 1895 | Klinkerfassade, städtebaulich von Bedeutung. Klinkerbau. Schöne Haustür mit Gußgitter. | 09281458 |
|                                         | Mietshaus in geschlossener Bebauung, mit Laden | Jahnstraße 3 (Karte)                                                      | Um 1895 | Baugeschichtlich und städtebaulich von Bedeutung. Laden mit originaler Front. In Hofdurchfahrt und Treppenhaus Schablonenmalerei (Jugendstil). Treppenhausfenster mit Schablone bemalt. Fußbodenkacheln. | 09281459 |
|                                         | Mietshaus in geschlossener Bebauung | Jahnstraße 4 (Karte)                                                      | Um 1900 | Klinkerfassade, baugeschichtlich und städtebaulich von Bedeutung | 09281460 |
|                                         | Mietshaus in geschlossener Bebauung | Jahnstraße 5 (Karte)                                                      | Um 1900 | Baugeschichtlich und städtebaulich von Bedeutung, Klinkerbau | 09281461 |
|                                         | Mietshaus in geschlossener Bebauung | Jahnstraße 6 (Karte)                                                      | Um 1900 | Klinkerfassade, baugeschichtlich und städtebaulich von Bedeutung | 09281462 |
|                                         | Mietshaus in geschlossener Bebauung | Jahnstraße 7 (Karte)                                                      | Um 1900 | Klinkerfassade, baugeschichtlich und städtebaulich von Bedeutung | 09281463 |
|                                         | Mietshaus in geschlossener Bebauung | Jahnstraße 8 (Karte)                                                      | Um 1900 | Städtebaulich von Bedeutung, Putzbau | 09281464 |
|                                         | Mietshaus in geschlossener Bebauung | Jahnstraße 9 (Karte)                                                      | Um 1900 | Städtebaulich von Bedeutung, Putzbau | 09281465 |
|                                         | Schule, zwei Nebengebäude im Hof (einst Aborte) und Reste der Einfriedung, dazu der alte Baumbestand                                                                               | Jahnstraße 17 (Karte)                                                     | 1871 | Klinker, das westliche Nebengebäude in Neubau integriert, im Hof alter Baumbestand, baugeschichtlich und ortsgeschichtlich von Bedeutung. Baumgruppe vor der Schule und Solitärbaum in nordwestlicher Hofecke. | 09281454 |
|                                         | Mietshaus in geschlossener Bebauung | Jahnstraße 18 (Karte)                                                     | Um 1895 | Baugeschichtlich und städtebaulich von Bedeutung. Mit Konsolfries. | 09281456 |
|                                         | Mietshaus in geschlossener Bebauung | Jahnstraße 19 (Karte)                                                     | Um 1880 | Baugeschichtlich und städtebaulich von Bedeutung. In Hofdurchfahrt zwei Medaillons und Schablonenmalerei. Terrazzo-Mosaikfußboden. | 09281455 |
| Weitere Bilder                          | Königlich-Preußische Bank; Königliches Bankgebäude, einst auch Reichsbank, mit Einfriedungsmauer und Garten                                                                        | Jakob-Böhme-Straße 1 (Karte)                                              | 1854 | Ehemals Königliche Bank, später Reichsbank, Einfriedung aus Ziegelmauerwerk mit Inschrift „Wählt Thälmann“ als Kulisse eines DEFA-Films, baugeschichtlich und ortsgeschichtlich von Bedeutung. Hieß früher wohl Oberthorstraße 1. Wohl ursprüngliche Ausstattung. Wo ist Torgitter der Einfahrt? | 09280892 |
| Weitere Bilder                          | Stützmauern aus Granit an der Einfahrt zum Jakobstunnel | Jakobstraße, verlängerte Jakobstraße (Karte)                              | 1867/68; Datierungen an den Eisenteilen 1852                                                                             | Eisenbahnstrecke Görlitz - Breslau (Wrocław); Tunnel selbst Neubau, Abbruch 2005, straßenbildprägend von Bedeutung. Original erhalten mit Rundpfeilern (Trägern) aus Eisen, oben an Brüstung altes Gitter, im Tunnel auf beiden Seiten weiße Verblendziegel mit Graniteinfassungen, teilweise auch Verwendung von Sandstein (oben). | 09280764 |
|                                         | Wohnhaus in geschlossener Bebauung in geschlossener Bebauung mit Laden, teilweise originale Innenausstattung                                                                       | Jakobstraße 1 (Karte)                                                     | 1853, Umbau 1904 (Wohnhaus); 1920er Jahre (Laden)                                                                        | Teilweise originale Innenausstattung, Bauherr war Schneidermeister Paternoster, 1904 Umbau zum Bankhaus Eichborn von selbigem, dabei Wandlung von Klassizismus zu Neobarock, baugeschichtlich und städtebaulich von Bedeutung. Haus mit Pilastern und Mittelgiebel, aufwendig gestaltet, wahrscheinlich 1904. Originale eiserne Haustür. Eingangsbereich Decke kassettiert. Inschrift „Orthopädische Werkstätten Görlitz“. | 09285571 |
|                                         | Wohn- und Geschäftshaus in geschlossener Bebauung, mit Läden in originaler Front                                                                                                   | Jakobstraße 2 (Karte)                                                     | 1909/10 | Vornehmer Neuklassizismus mit Erker und hohem Giebel, Bauherr Kaufmann Fritz Cohn, ausgeführt von Maurer- und Zimmermeister F. Grunert, baugeschichtlich und städtebaulich von Bedeutung | 09281393 |
| Weitere Bilder                          | Mietshaus in geschlossener Bebauung, mit Läden mit originalen Fronten und Fabrik im Hinterhof                                                                                      | Jakobstraße 3 (Karte)                                                     | 1868 (Mietshaus); 1896 (Fabrik)                                                                                          | Fabrik für Strickwaren von Leopold Cohn, Wohnhaus gebaut von Uhrenfabrikant August Eduard Röhrig, von Cohn umgebaut, baugeschichtlich und städtebaulich von Bedeutung. Fabrik mit Klinkern verblendet. | 09281394 |
|                                         | Wohnhaus in geschlossener Bebauung | Jakobstraße 4 (Karte)                                                     | 1875/76 | Bauherr war der Kaufmann Eduard Röhrig, Erdgeschoss 1936 umgebaut für die Schlesische Landesgenossenschaftsbank Raiffeisen - Zweigstelle Görlitz, Baumeister Franz Grunert, Bauherrin Anna Vierling, Fassade mit Stilelementen der Neorenaissance, baugeschichtlich und städtebaulich von Bedeutung. Vierlings haben eine Uhren-, Furnituren-, Bijouterie-Großhandlung. | 09281395 |
|                                         | Wohn- und Geschäftshaus mit originaler Ladenfront in geschlossener Bebauung und linkes Hofgebäude                                                                                  | Jakobstraße 4a (Karte)                                                    | Um 1905 | Fassade im Reformstil der Zeit um 1905, baugeschichtlich und städtebaulich von Bedeutung. Teilweise original erhalten. Im Treppenhaus farbige Bleiglasfenster. | 09281396 |
| Weitere Bilder                          | Wohn- und Geschäftshaus in geschlossener Bebauung, mit originaler Ladenfront | Jakobstraße 5 (Karte)                                                     | 1869 (rechter Bauteil); 1898 (linker Bauteil)                                                                            | Vorderhaus mit originaler Ladenfront, prächtige Hofeinfahrt mit Säulen, rechter Bauteil 1869, linker Bauteil 1898, beides von den Ephraims als Wohnhaus gebaut, Hofgebäude ganz hinten und am Vorderhaus zweigeschossig, der mit großen Fenstern versehene Verbinder eingeschossig, hier einst Fotoatelier Neuse, alles sehr anspruchsvoll, baukünstlerisch und ortsgeschichtlich von Bedeutung. Umbau 1909 durch Zimmermeister Franz Grunert. Im Treppenhaus farbige Bleiglasfenster. | 09281397 |
| Weitere Bilder                          | Wohn- und Geschäftshaus in geschlossener Bebauung | Jakobstraße 5a (Karte)                                                    | Um 1908 | Entwurf Baumeister Franz Grunert, aufwändige Putzfassade mit Pilastergliederung, baugeschichtlich und städtebaulich von Bedeutung. Neuklassizistische Gestaltung. Erdgeschoss verändert. Hofdurchfahrt und Eingang original erhalten. Farbige Bleiglasfenster. | 09281398 |
|                                         | Mietshaus mit Läden in geschlossener Bebauung, Eckhaus | Jakobstraße 6 (Wilhelmsplatz 16) (Karte)                                  | Um 1850 | Baukünstlerisch qualitätvoller Bau mit Anlehnung an italienische Palazzoarchitektur, baugeschichtlich und straßenbildprägend von Bedeutung | 09281276 |
|                                         | Mietshaus in geschlossener Bebauung | Jakobstraße 7 (Karte)                                                     | 1868 | Bauherr ist der Maurerpolier A. Zeidler, einfache Historismusfassade, baugeschichtlich und städtebaulich von Bedeutung | 09280627 |
|                                         | Mietshaus in geschlossener Bebauung | Jakobstraße 8 (Karte)                                                     | 1870er Jahre | Einfache Putzfassade, baugeschichtlich und städtebaulich von Bedeutung. Originales Treppenhaus, Wände hier schabloniert. | 09280628 |
|                                         | Wohn- und Geschäftshaus in geschlossener Bebauung | Jakobstraße 9 (Karte)                                                     | 1870er Jahre | Einfache Putzfassade, baugeschichtlich und städtebaulich von Bedeutung | 09280629 |
|                                         | Wohnhaus in geschlossener Bebauung | Jakobstraße 10 (Karte)                                                    | Bezeichnet mit 1859 | Städtebaulich von Bedeutung. Schlichter Bau, geätzte Fenster, farbig mit bildlichen Motiven. Inschrift „Erbaut von C.G. Müller 1859“. | 09280630 |
| Weitere Bilder                          | Villa mit Kutscherhaus, Einfriedung und Villengarten | Jakobstraße 11 (Karte)                                                    | Nach 1857 | Repräsentatives Gebäude, baugeschichtlich und straßenbildprägend von Bedeutung. Repräsentativer Bau. Einfriedung mit Torpfeilerpaar und seitlich vorgeblendeten Pilastern mit Gebälk. 14. Juli 2000: Zustimmung zum Abbruch des Nebengebäudes, Nebengebäude (Kutscherhaus) 2009 noch vorhanden. | 09280631 |
|                                         | Wohnhaus in nach rechts geschlossener Bebauung | Jakobstraße 12 (Karte)                                                    | Vor 1857 | Städtebaulich von Bedeutung. Hofflügel und Hintergebäude kein Denkmal, da in Substanz und Bild gestört. Gebaut 1936 als Autowerkstatt. | 09280632 |
|                                         | Wohnhaus in nach links geschlossener Bebauung und dreigeschossiges Hofgebäude | Jakobstraße 13 (Karte)                                                    | Vor 1857 | Städtebaulich von Bedeutung. Für eingeschossiges Nebengebäude liegt Zustimmung zum Abbruch vom 14. Juli 2000 vor. | 09280633 |
|                                         | Villa mit Hintergebäude und Vorgarten | Jakobstraße 14 (Karte)                                                    | Vor 1857 | Hintergebäude als Wagenschuppen mit großen rundbogigen Toren und originalen Beschlägen, baugeschichtlich und städtebaulich von Bedeutung. Nebenanlage Vorgarten: Baumpaar aus 2 Magnolien (Magnolia spec.), Zufahrt Granit-Pflaster, Einfriedung neu (Ziergitter-Zaun mit Sandstein-Pfeiler und -Sockel). | 09280634 |
|                                         | Wohn- und Geschäftshaus mit Hofgebäude | Jakobstraße 15 (Karte)                                                    | 1927/28 | Gebaut als Wohnhaus mit Warenhaus vom jüdischen Kaufmann Reinhard Fränkel, bestimmt als Warenhaus der Bekleidungsgesellschaft für deutsche Beamte A.G., Architekt E. Mendelsohn, baugeschichtlich und ortsgeschichtlich von Bedeutung. Haus mit drei Eingängen. Im Vorderhaus nur im Erdgeschoss. Läden und ein modernes Drehkreuz als Hausdurchgang, ansonsten Wohnungen. Zwei dreieckige, spitz auskragende Erker. Dreieckige Dachausbauten. Originale Fenster. Ladenfronten wahrscheinlich original. Architekt E. Mendelsohn. Nicht geklärt, ob der berühmte Architekt. Ursprünglich auch unter 15a in der Denkmalliste geführt. Laut ALK-Daten nur Hausnummer 15. | 09281997 |
|                                         | Europäischer Hof; UFA-Palast Hotel als Hauptbau, Saalgebäude, Zwischentrakt und Eingangsbau des späteren Kinos                                                                     | Jakobstraße 16 (Karte)                                                    | 1846/47 (Hotel); 1926 (Eingangsgebäude Palast–Theater); 2. Hälfte 19. Jahrhundert (Nebengebäude zwischen Hotel und Saal) | Hauptbau zunächst Wohnhaus und Gasthof, Saal 1894 als Konzertsaal gebaut, später Filmtheater, baugeschichtlich und ortsgeschichtlich von Bedeutung. Kino mit Art-déco-Ornamentik ausgestattet. Hieß zuerst Rheinischer Hof, ab 1894 Preußischer Hof, um 1903 Europäischer Hof. | 09280635 |
| Direkt Bild zu diesem Denkmal hochladen | Mietshaus in geschlossener Bebauung, mit Laden | Jakobstraße 17 (Karte)                                                    | Nach 1890 | Historismusfassade, gebaut vom Destillateur G. Meißner, baugeschichtlich und städtebaulich von Bedeutung | 09280623 |
| Direkt Bild zu diesem Denkmal hochladen | Fabrik | Jakobstraße 19 (Karte)                                                    | Um 1900 | Von Alexander-Katz, im hinteren Teil des Grundstückes, ziegelsichtig, anspruchsvolle Gestaltung | 09299955 |
|                                         | Mietshaus in geschlossener Bebauung | Jakobstraße 20 (Karte)                                                    | Um 1895 | Historistische Fassade, baugeschichtlich und städtebaulich von Bedeutung | 09280622 |
|                                         | Mietshaus in geschlossener Bebauung und Hintergebäude | Jakobstraße 21 (Karte)                                                    | Bezeichnet mit 1895 | Reiche Fassade im neobarocken Stil, Hofgebäude Fassade mit weißen Verblendern und farbigem Muster, baugeschichtlich und städtebaulich von Bedeutung. Im Hintergebäude Treppengeländer aus gedrechselten Stäben. | 09280621 |
|                                         | Mietshaus in geschlossener Bebauung | Jakobstraße 22 (Karte)                                                    | Um 1895 | Historismusfassade, baugeschichtlich und städtebaulich von Bedeutung | 09280620 |
|                                         | Mietshaus in geschlossener Bebauung | Jakobstraße 23 (Karte)                                                    | Um 1895 | Klinkerfassade, baugeschichtlich und städtebaulich von Bedeutung | 09280619 |
|                                         | Wohnhaus, ursprünglich freistehend, mit Hofflügel und Turnhalle | Jakobstraße 24 (Karte)                                                    | 1871 (Wohnhaus); 1913 (Turnhalle)                                                                                        | Turnhalle wurde 1913 vom Christlichen Verein Junger Männer gebaut, der Hofflügel vom CVJM umgebaut, baugeschichtlich und ortsgeschichtlich von Bedeutung. Saalbau (ehemals Turnhalle) Innen bis auf Holzdecke keine gestalterischen Werte. Hans-Joachim-Fränkel-Haus. | 09280618 |
|                                         | Mietshaus in geschlossener Bebauung mit originaler Ladenfront | Jakobstraße 25 (Karte)                                                    | 1896 | Bauherren Paul Maushagen und C. F. Henschke, Klinker mit Putzgliederung, baugeschichtlich und städtebaulich von Bedeutung | 09280617 |
|                                         | Mietshaus in geschlossener Bebauung | Jakobstraße 26 (Karte)                                                    | Um 1880 | Einfache historistische Fassade, Ausmalung in Eingangsbereich und Treppenhaus, baugeschichtlich und städtebaulich von Bedeutung | 09280616 |
|                                         | Wohn- und Geschäftshaus in geschlossener Bebauung, mit originaler Ladenfront | Jakobstraße 27 (Karte)                                                    | 1873/74 | Aufwändige Fassade mit betontem Mittelteil durch Rundbogenfenster, baugeschichtlich und ortsgeschichtlich von Bedeutung, mit originaler Ladenfront aus den 1920er Jahren | 09280624 |
|                                         | Mietshaus in geschlossener Bebauung, mit Laden | Jakobstraße 28 (Karte)                                                    | 1880er Jahre | Einfache historistische Fassade, baugeschichtlich und städtebaulich von Bedeutung | 09280625 |
|                                         | Mietshaus in geschlossener Bebauung | Jakobstraße 29 (Karte)                                                    | Um 1885 | Historismusfassade, baugeschichtlich und städtebaulich von Bedeutung. Erdgeschoss in den 20er Jahren verändert. Hofanbau nach 2000 abgebrochen. Hier oder auf Nummer 28 stand ungefähr die St.-Jakobs-Kirche. | 09280626 |
|                                         | Wohnhaus in geschlossener Bebauung, mit Laden | Jakobstraße 30 (Karte)                                                    | Um 1870 | Baugeschichtlich und städtebaulich von Bedeutung. Läden original erhalten. Ovale Treppenspindel. | 09281371 |
|                                         | Wohnhaus mit Laden | Jakobstraße 31 (Karte)                                                    | Um 1870 | Ausgewogene Fassade mit überhöhten Seitenrisaliten, baugeschichtlich und städtebaulich von Bedeutung. Schöne Fenster. Rundes Treppenhausauge. Das als Denkmal dazugehörende Hinterhaus (schlossartig, reizvoll, sehr kaputt) wurde bereits abgebrochen. Genehmigung vom 09.08.2001. | 09281370 |
|                                         | Wohnhaus in geschlossener Bebauung, mit Läden | Jakobstraße 32 (Karte)                                                    | Um 1870 | Baugeschichtlich und städtebaulich von Bedeutung. Gut erhaltener Ladeneinbau. | 09281369 |
|                                         | Mietshaus in geschlossener Bebauung | Jakobstraße 32a (Karte)                                                   | Bezeichnet mit 1891 | Aufwändige Historismusfassade, baugeschichtlich und städtebaulich von Bedeutung. Datierung inschriftlich: AD MD CCCXCI. | 09281368 |
|                                         | Wohnhaus in geschlossener Bebauung, mit Läden | Jakobstraße 33 (Karte)                                                    | Um 1870 | Baugeschichtlich und städtebaulich von Bedeutung | 09281367 |
|                                         | Straßburg-Passage; Wohn- und Geschäftshaus in geschlossener Bebauung, mit originaler Ladenfront                                                                                    | Jakobstraße 34 (Karte)                                                    | Um 1908 | Erbaut im Reformstil der Zeit um 1910, mit Eingang zur Straßburgpassage, siehe auch Berliner Straße 7, 8, baugeschichtlich und städtebaulich von Bedeutung. Geschäfte auch in der Passage. Jugendstil und Neuklassizismus. Erdgeschoss rechts: beachtenswerter alter Ladeneinbau. Erdgeschoss links: Straßburgpassage, Passagen-Durchgang zur Berliner Straße. | 09281366 |
|                                         | Wohn- und Geschäftshaus in geschlossener Bebauung | Jakobstraße 35 (Karte)                                                    | Um 1890 | Reiche Historismusfassade, baugeschichtlich und städtebaulich von Bedeutung. Hinterhaus-Fabrik von 1887. TD fraglich! | 09281365 |
|                                         | Wohn- und Geschäftshaus in geschlossener Bebauung | Jakobstraße 36 (Karte)                                                    | Bezeichnet mit 1888 | Prächtige Fassade im neobarocken Stil, baukünstlerisch und straßenbildprägend von Bedeutung. Sehr reich. Neubarock. Erdgeschoss teilweise verändert. | 09281364 |
|                                         | Wohn- und Geschäftshaus in geschlossener Bebauung | Jakobstraße 37 (Karte)                                                    | Um 1870 | Reiche und ausgewogene Fassade im klassizistisch gründerzeitlichem Stil, baukünstlerisch und straßenbildprägend von Bedeutung. Sehr reich. Mit Karyatiden. | 09281363 |
| Direkt Bild zu diesem Denkmal hochladen | Wohn- und Geschäftshaus in geschlossener Bebauung | Jakobstraße 38 (Karte)                                                    | 1892 | Repräsentative Historismusfassade, baugeschichtlich und städtebaulich von Bedeutung. Hofdurchfahrt. Ohne Hinterhaus. | 09281362 |
|                                         | Wohn- und Geschäftshaus in geschlossener Bebauung, mit Läden | Jakobstraße 39 (Karte)                                                    | Um 1892 | Repräsentative Historismusfassade, baugeschichtlich und städtebaulich von Bedeutung. Erdgeschoss verändert. Schöne geätzte Glasfenster im Treppenhaus. | 09281361 |
| Weitere Bilder                          | Mietshaus in geschlossener Bebauung, mit Läden | Jakobstraße 40 (Karte)                                                    | 1897 | Fassade im Stil der deutschen Neorenaissance, baugeschichtlich und städtebaulich von Bedeutung. Nach dem Zweiten Weltkrieg war hier VEB Feinback Görlitz, siehe auch Langenstraße 29. Klinkerbau mit Sandstein. Deutsche Neurenaissance. Quartier ohne Hinterhäuser. | 09281360 |
|                                         | Wohnhaus in geschlossener Bebauung, mit Läden | Jakobstraße 41 (Karte)                                                    | Um 1870 | Reicher Fassadenschmuck, baugeschichtlich und städtebaulich von Bedeutung. Sehr prächtig. Treppenhaus original mit Glasfenstern erhalten. | 09281359 |
|                                         | Wohnhaus in geschlossener Bebauung, mit Läden | Jakobstraße 42 (Karte)                                                    | Um 1870 | Repräsentative Fassade mit historistischen Formen, baugeschichtlich und städtebaulich von Bedeutung. Erdgeschoss verändert. Sehr prächtig, „klassizistisch“. | 09281358 |
|                                         | Wohnhaus mit Läden in geschlossener Bebauung, Eckhaus | Jakobstraße 43 (Karte)                                                    | Um 1870 | Eckhaus zum Postplatz, Fassade mit Stilelementen der Neorenaissance, baugeschichtlich und platzbildprägend von Bedeutung. Erdgeschoss verändert. Sehr prächtig spätklassizistisch. Ursprünglich auch unter Anschrift Postplatz 12 in der Denkmalliste, laut ALK-Daten ist diese Anschrift nicht mehr vergeben. Das Haus ist im Inneren total ausgeschlachtet. | 09281357 |
|                                         | Wohnhaus in nach rechts geschlossener Bebauung | James-von-Moltke-Straße 1 (Karte)                                         | 1856/57 | Bauherr war Maurermeister Gock, Erweiterung nach rechts zur Nummer 2 unter Kaufmann J. Schocken, Eckgrundstück zum Mühlweg, baugeschichtlich von Bedeutung | 09281189 |
|                                         | Wohnhaus in nach links geschlossener Bebauung | James-von-Moltke-Straße 2 (Karte)                                         | 1857/58 | Bauherr Maurermeister Hermann Schmidt, unter Fabrikbesitzer Rudolf Krause 1912 Umbauten, u. a. neuklassizistische Fassade, baugeschichtlich von Bedeutung | 09281190 |
|                                         | Wohnhaus mit Einfriedung und Garten | James-von-Moltke-Straße 3 (Karte)                                         | 1858 | Bauherr Justizrat Hermann, Haus mehrfach angebaut, baugeschichtlich von Bedeutung. Herrschaftliches Gebäude im Schweizerhausstil. Schöne farbige Bleiglasfenster am Eingang. Schöne geätzte Fenster an Holzveranda. | 09281191 |
|                                         | Villa, Gartenhaus, Holzlaube, Einfriedung und Garten | James-von-Moltke-Straße 4 (Karte)                                         | 1870 (Mietvilla); 1872 (Laube); 1906 (Gartenhaus)                                                                        | Villa und Laube von Fabrikbesitzer Gertz errichtet, Gartenhaus von Rittergutsbesitzer Martin als „Autoraum“ und Chauffeurswohnung gebaut, baugeschichtlich und baukünstlerisch von Bedeutung. Herrschaftliches Gebäude. Innen Jugendstil-Bleiglasfenster. Vor dem Haus offene Veranda mit Säulen. Dazu rechts im Garten kleine Holzlaube. | 09281192 |
|                                         | Wohnhaus in nach rechts geschlossener Bebauung und Vorgarten | James-von-Moltke-Straße 5 (Karte)                                         | Um 1870 | Durch Seitenrisalite betonte Fassade, baugeschichtlich von Bedeutung, Balkonvorbau | 09281193 |
|                                         | Wohnhaus in nach links geschlossener Bebauung, mit linkem Hofflügel und Vorgarten                                                                                                  | James-von-Moltke-Straße 6 (Karte)                                         | 1860er Jahre | Ausstattung mit Stuckdecken, Öfen, Bleiverglasung und Ausmalung, baugeschichtlich von Bedeutung. Fassade später leicht verändert. Mit linkem Hofflügel. Zwei schöne Verandafenster. | 09281194 |
|                                         | Wohnhaus in Ecklage, mit Garteneinfriedung und Vorgarten | James-von-Moltke-Straße 7 (Karte)                                         | 1911 | Reformstil der Zeit um 1910, baugeschichtlich von Bedeutung. Dazu eine Gedenktafel für Herbert Balzer mit Inschrift: „Herbert-Balzer-Straße. Herbert Balzer. Geb. am 27.12.1897. Funktionär der KPD im Görlitzer Gebiet. Antifaschistischer Widerstandskämpfer. Im April 1945 von der SS ermordet.“ Farbige Bleiglasfenster an der Veranda, Gebäude Blumenstraße 12 gehörte ehemals als Nebengebäude zu diesem Wohnhaus. | 09281195 |
|                                         | Wohnhaus, Eckgrundstück zur Blumenstraße, mit rechtem gewerblichen Hofflügel und Garten                                                                                            | James-von-Moltke-Straße 8 (Blumenstraße 48) (Karte)                       | 1870er Jahre | Städtebaulich von Bedeutung. Eingang mit Überdachung, darauf Balkon mit schmiedeeisernem Gitter. Stützen verändert. Vorgarten zur Blumenstraße. | 09280823 |
| Direkt Bild zu diesem Denkmal hochladen | Goetheapotheke; Wohnhaus, zurückgesetzt, mit Einfriedung und Vorgarten | James-von-Moltke-Straße 9 (Karte)                                         | Um 1865 | Baugeschichtlich und städtebaulich von Bedeutung. Etwas verändert, Stuckteile fehlen. Mittelrisalit mit Dreiecksgiebel und Säulenvorbau, im ersten Obergeschoss darauf Balkon. Einschließlich Einfriedungsgitter und Gitter des Aufgangs der Mitteltreppe. Treppenhaus geschwungen, später mit Einbauten versehen, gusseiserne Stützen für das Treppengeländer. | 09280824 |
|                                         | Wohnhaus mit Laden, nach links freistehend, mit Garten | James-von-Moltke-Straße 10 (Karte)                                        | Um 1880 | Baugeschichtlich und städtebaulich von Bedeutung. Eingang an offener, linker Seite, dort halbrunder Treppenhausturm. Laden mit originaler Schaufensterfront. Hübsches, gerundetes Treppenhaus mit Gußgitter und Glasdach (Lichthof). | 09280825 |
|                                         | Mietshaus in geschlossener Bebauung mit Garten | James-von-Moltke-Straße 11 (Karte)                                        | Um 1880 | Städtebaulich von Bedeutung. Hofdurchfahrten Stuck in der Kehle, originale Haustüren, geglättete Fassaden. | 09283834 |
|                                         | Mietshaus in geschlossener Bebauung mit Garten | James-von-Moltke-Straße 12 (Karte)                                        | Um 1880 | Städtebaulich von Bedeutung. Hofdurchfahrten Stuck in der Kehle, originale Haustüren, geglättete Fassade. | 09283835 |
|                                         | Mietshaus in geschlossener Bebauung mit Garten | James-von-Moltke-Straße 13 (Karte)                                        | Um 1880 | Städtebaulich von Bedeutung. Hofdurchfahrten Stuck in der Kehle, originale Haustüren, geglättete Fassade. | 09283836 |
|                                         | Mietshaus in geschlossener Bebauung | James-von-Moltke-Straße 14 (Karte)                                        | Um 1890 | Baugeschichtlich und städtebaulich von Bedeutung. Linker Seitenflügel mit offenen Veranden. | 09281349 |
| Direkt Bild zu diesem Denkmal hochladen | Mietshaus in geschlossener Bebauung | James-von-Moltke-Straße 15 (Karte)                                        | Um 1890 | Aufwändige Historismusfassade, baugeschichtlich und städtebaulich von Bedeutung. In Hofdurchfahrt Stuck. Mit linkem Seitenflügel. Treppenhaus mit zweifarbigen Bleiglasfenstern (sehr schön). | 09281348 |
|                                         | Mietshaus in geschlossener Bebauung | James-von-Moltke-Straße 16 (Karte)                                        | 1890er Jahre | Qualitätvolle Historismusfassade, baugeschichtlich und städtebaulich von Bedeutung. Über Eingang buntes Bleiglas. Im Eingangsbereich Terrazzo mit Mosaik. Rechter Seitenflügel. | 09281347 |
|                                         | Mietshaus mit Eckladen, Eckhaus zur James-von-Moltke-Straße | James-von-Moltke-Straße 17 (Hauptanschrift: Emmerichstraße 63) (Karte)    | 1867/68 | Bauherr Maurerpolier Julius Zesche, baugeschichtlich und städtebaulich von Bedeutung. Entlang der Emmerichstraße frei stehend. | 09281329 |
|                                         | Wohnhaus in geschlossener Bebauung, Eckhaus zur Emmerichstraße | James-von-Moltke-Straße 18 (Karte)                                        | 1880er Jahre | Städtebaulich von Bedeutung. Entlang der Moltke-Straße frei stehend, Tor zwischen Nummer 18 und 19. | 09281313 |
|                                         | Wohnhaus nach links in geschlossener Bebauung, Eckhaus zur Querstraße, mit Verbindermauer zur Nr. 18                                                                               | James-von-Moltke-Straße 19 (Karte)                                        | Um 1880 | Baugeschichtlich und städtebaulich von Bedeutung. Dachlandschaft verändert, geätzte Treppenhausfenster. | 09281314 |
|                                         | Mietshaus in geschlossener Bebauung | James-von-Moltke-Straße 20 (Karte)                                        | Um 1880 | Baugeschichtlich und städtebaulich von Bedeutung. Kapitelle mit Engelsköpfen. Im Eingangsbereich Fußbodenkacheln sowie Stuck und Medaillons. Am flachen linken Seitenflügel Holzveranda hübsche Windfangtür. | 09281327 |
|                                         | Mietshaus in geschlossener Bebauung | James-von-Moltke-Straße 21 (Karte)                                        | Um 1880 | Baugeschichtlich und städtebaulich von Bedeutung. In Hofdurchfahrt Konsolen. Fenster mit Mäanderdekoration. Schöne Treppenhausfenster. | 09281326 |
|                                         | Mietshaus in geschlossener Bebauung | James-von-Moltke-Straße 22 (Karte)                                        | 1889 | Klinkerfassade, baugeschichtlich und städtebaulich von Bedeutung. Obergeschosse Klinker. Erdgeschoss verputzt. Im Eingangsbereich Stuck. Reste von Wandmalerei auch im Treppenhaus, dort auch Reste geätzter Fenster. | 09281325 |
|                                         | Mietshaus in geschlossener Bebauung | James-von-Moltke-Straße 23 (Karte)                                        | 1890 | Reiche Klinkerfassade, baugeschichtlich und städtebaulich von Bedeutung. Im Eingangsbereich Stuck und ornamentale Deckenmalerei. Im Treppenhaus ornamentale Malerei. Fußbodenkacheln. Im Treppenhaus geätzte Fenster. Rechter Seitenflügel mit hölzernen verglasten Veranden. Erdgeschoss verputzt. Obergeschosse Klinker. | 09281324 |
|                                         | Wohnhaus in nach rechts offener Bebauung | James-von-Moltke-Straße 24 (Karte)                                        | 1868/69 | Stattlicher palastartiger Bau, baugeschichtlich und straßenbildprägend von Bedeutung. Hofdurchfahrt reiche Deckenmalerei mit Landschaftsdarstellungen in Medaillons. Treppenhaus ornamentale Ausmalung, Fenster geätzt und teilweise bunt. | 09281323 |
|                                         | Wohnhaus Karl Ludwig Kahlbaums, Amts- und Empfangsgebäude (1), ein Haus mit Dr.-Kahlbaum-Allee 17 (siehe auch Sachgesamtheitsdokument Obj. 09302549)                               | James-von-Moltke-Straße 25 (Karte)                                        | 1866 | Baugeschichtlich und ortshistorisch von Bedeutung. Ecke wird in halbrundem Eckerker in Erdgeschoss und Balkon im ersten Obergeschoss aufgenommen. | 09281322 |
|                                         | Villa in Ecklage zur Schillerstraße mit Vorgarten | James-von-Moltke-Straße 26 (Karte)                                        | Um 1880 | Baugeschichtlich, baukünstlerisch und straßenbildprägend von Bedeutung. Eckerker im Erdgeschoss und ersten Obergeschoss, oben Attika. Links an Schillerstraße Erker Erdgeschoss und Balkon erstes Obergeschoss. | 09280832 |
|                                         | Wohnhaus mit Einfriedung und Vorgarten | James-von-Moltke-Straße 27 (Karte)                                        | Um 1880 | Ein Haus mit Nummer 28, baugeschichtlich und städtebaulich von Bedeutung. Fassade axialsymmetrisch identisch mit der Nummer 28. Beide Häuser zurückgesetzt mit Vorgarten. Etwas Stuck fehlt. | 09280831 |
|                                         | Wohnhaus mit Einfriedung und Vorgarten sowie Remise im Hof | James-von-Moltke-Straße 28 (Karte)                                        | Um 1880 | Ein Haus mit Nummer 27, spätklassizistische Fassade, baugeschichtlich und städtebaulich von Bedeutung. Klassischer Aufbau mit mittlerem Dreiecksgiebel. Fassade axialsymmetrisch gleich mit der Nummer 27. Einschließlich unverputzter Remise im Hof. Haus zurückgesetzt mit Vorgarten. | 09280830 |
|                                         | Wohnhaus nach links freistehend mit Remise im Hof (vorderer Teil), dazu Einfriedung und Vorgarten                                                                                  | James-von-Moltke-Straße 29 (Karte)                                        | 1882 | Spätklassizistische Fassade, baugeschichtlich und städtebaulich von Bedeutung. Haus zurückgesetzt mit Vorgarten. Mittelrisalit mit Treppe und Eingang und Loggia im ersten Obergeschoss. Eingeschlossen das Einfriedungsgitter. Schöne rundbogige Treppenhausfenster mit verschiedenem Glas, Fußbodenkacheln. | 09280829 |
|                                         | Wohnhaus in geschlossener Bebauung, mit großer Tordurchfahrt zur Nummer 31 | James-von-Moltke-Straße 30 (Karte)                                        | Um 1880 | Aufwändige Putzfassade, baugeschichtlich und städtebaulich von Bedeutung. Konsolfries fehlt. Links Plastik einer Frau, die einen Krug Wasser ausgießt. | 09280828 |
|                                         | Ländliches Wohnhaus, heute Hofgebäude | James-von-Moltke-Straße 31 (Karte)                                        | Nach 1800 | Ländlicher Bau, heute Hofgebäude, baugeschichtlich von Bedeutung. Originale Haustür, Faschen zugeputzt. | 09285383 |
|                                         | Mietshaus in geschlossener Bebauung | James-von-Moltke-Straße 32 (Karte)                                        | Kern 3. Viertel 19. Jahrhundert                                                                                          | Fassade mit neoklassizistischen Stilelementen, baugeschichtlich und städtebaulich von Bedeutung | 09280494 |
|                                         | Mietshaus in geschlossener Bebauung, mit Souterrainladen | James-von-Moltke-Straße 33 (Karte)                                        | Um 1895 | Reiche Historismusfassade, baugeschichtlich und städtebaulich von Bedeutung, auf Grund der Malereien im Innern des Gebäudes baukünstlerisch von Bedeutung. Erstes und zweites Obergeschoss mit weißen Verblendziegeln. Eingangsbereich tolle Jugendstilmalerei an Decke und Wänden, im Treppenhaus auch. Fußbodenkacheln. Farbige Bleiglasfenster im Treppenhaus, in der Mitte jeweils geätzte Bilder. Wohnungstüren bemalt und geätzt. Treppenhaus alte Ampel. | 09280827 |
|                                         | Wohnhaus mit Seitenflügel, Ecklage zur Emmerichstraße, nach hier freistehend, mit Einfriedung und Garten                                                                           | James-von-Moltke-Straße 34 (Karte)                                        | 1876 | Baugeschichtlich und straßenbildprägend von Bedeutung. Garten zur Emmerichstraße, hier auch der Eingang mit Säulenvorbau und Balkon im ersten Obergeschoss. Konsolfries fehlt. Einschließlich linker Seitenflügel. Neorenaissancefassade. Einfriedung Mauer in Bruchstein und aufgesetztes Geländer in Eisen-Staketen mit Granitpfeilern | 09280826 |
|                                         | Mietshaus mit Läden in geschlossener Bebauung, Eckhaus | James-von-Moltke-Straße 35 (Karte)                                        | Um 1895 | Baugeschichtlich und baukünstlerisch von Bedeutung. Neubarockes Haus, Läden teilweise mit originalen Schaufensterfronten, Eckerker im ersten und zweiten Obergeschoss, im dritten Obergeschoss Balkon mit geschnitztem Holzdach. An Erkerfenstern Reste farbigen Bleiglases. Erdgeschoss etwas verändert. An Fenstern teilweise Brüstungsgitter. Über Hauseingang Rosette mit farbigem Bleiglas. Treppenhausfenster geätzt. | 09280814 |
|                                         | Mietshaus in geschlossener Bebauung mit Sälen der Apostolischen Kirche und rechtem, langen Seitenflügel                                                                            | James-von-Moltke-Straße 36 (Karte)                                        | 1901 | Baugeschichtlich und ortsgeschichtlich von Bedeutung. Über Hofdurchfahrt Loggien im ersten, zweiten und dritten Obergeschoss, Dachlandschaft verändert, im Erdgeschoss Säle, die heute von der apostolischen Kirche genutzt werden. Ungewöhnliche Treppenhausausstattung, teilweise Jugendstil. Eingeschlossen der lange Seitenflügel, auch mit Saal im Erdgeschoss. | 09280815 |
|                                         | Wohnhaus in geschlossener Bebauung | James-von-Moltke-Straße 37 (Karte)                                        | 1870er Jahre | Ausgewogene Fassade mit Betonung durch Seitenrisalite, baugeschichtlich und städtebaulich von Bedeutung. Recht klassische Gliederung und Gestaltung, symmetrische Fassade mit Seitenrisaliten, Konsolfries. | 09280816 |
|                                         | Wohnhaus, nach rechts freistehend | James-von-Moltke-Straße 38 (Karte)                                        | 1857 | Baugeschichtlich und städtebaulich von Bedeutung. Ecke hochgezogen mit Attika, Treppenhausfenster teilweise geätzt. | 09280817 |
|                                         | Wohnhaus | James-von-Moltke-Straße 38a (Karte)                                       | 1900 | Gebäude im Englischen Landhausstil, betont historisierend, BauherrZimmermeister, später Bauunternehmer Georg Reuschel, baugeschichtlich von Bedeutung. Erdgeschoss und großes ausgebautes Dach, alles Fachwerk, betont historisierend, innen geschwungene Treppe. | 09280818 |
|                                         | Wohnhaus, nach links freistehend | James-von-Moltke-Straße 39 (Karte)                                        | 1870er Jahre | Historismusfassade, baugeschichtlich und städtebaulich von Bedeutung. Palazzoartiger Bau mit Konsolfries am Hauptgesims. Fußbodenkacheln. | 09280819 |
|                                         | Wohnhaus (herrschaftlich) in geschlossener Bebauung | James-von-Moltke-Straße 40 (Karte)                                        | Um 1885 | Historistische Fassade mit Stilelementen der Neorenaissance, baugeschichtlich und städtebaulich von Bedeutung | 09280820 |
|                                         | Wohnhaus in geschlossener Bebauung, mit zwei Hofgebäuden (Kutscherhaus und Remise)                                                                                                 | James-von-Moltke-Straße 41, 41a, 41b (Karte)                              | 1880er Jahre | Baugeschichtlich und städtebaulich von Bedeutung. Hofgebäude links Remise aus Klinker mit gebrochenem Dach (Nummer 41b). Rechts Kutscherhaus aus Klinker mit einem schönen klassizistischen Portal (Nummer 41a). Vorderhaus Hofdurchfahrt Putzprofile, hofseitig Eisenveranden mit Gittern, wohl ehemals Balkons. | 09280821 |
|                                         | Wohnhaus, nach links freistehend, mit Remise im Hof | James-von-Moltke-Straße 42 (Karte)                                        | Um 1867 | Baugeschichtlich und städtebaulich von Bedeutung. Konsolfries fehlt. Eingangsbereich Terrazzo-Mosaikfußboden. Im Hof sehr schöne Remise mit Kutscherwohnung mit durchlaufenden horizontalen Nutungen. Streifen abwechselnd in zwei Farben gefärbt. Gebäude leider ruinös. Erhaltenswert auch das Gitter der Einfahrt in den Garten. | 09280822 |
|                                         | Wohn- und Geschäftshaus in geschlossener Bebauung, mit mehreren Läden mit originalen Fronten, Eckhaus                                                                              | James-von-Moltke-Straße 43 (Blumenstraße 49) (Karte)                      | 1898 | Bauherr war Fleischermeister Bruno Göhsing, baugeschichtlich und straßenbildprägend von Bedeutung. Alle Läden mit originalen Fronten. Eckladen mit Ornamentenfliesen, teilweise figürlich, gusseiserne Konsolen für Regale, Stuckdecke. Stuck in Hofeinfahrt. Erstes, zweites und drittes Obergeschoss an der Ecke mit Balkons mit schmiedeeisernen Gittern. Das Haus hatte erst Adresse Sommergasse 7. | 09300672 |
|                                         | Wohnhaus in geschlossener Bebauung, Eckhaus und Nebengebäude | James-von-Moltke-Straße 44 (Blumenstraße 10) (Karte)                      | 1870er Jahre | Baugeschichtlich und städtebaulich von Bedeutung. Eckerker über Erdgeschoss und erstem Obergeschoss. Fassade etwas geglättet. Stuck im Eingangsbereich und Ornamentkacheln. Nebengebäude: zurückgesetztes kleines Klinkergebäude. | 09281124 |
|                                         | Wohnhaus in geschlossener Bebauung | James-von-Moltke-Straße 45 (Karte)                                        | 1870er Jahre | Fassade mit Elementen der italienischen Renaissance und des Klassizismus, baugeschichtlich und städtebaulich von Bedeutung. Pilaster und Ornamentkacheln im Eingang. Bunte geätzte Glasfenster. | 09281125 |
|                                         | Wohnhaus in geschlossener Bebauung und Hausgarten mit Rondell | James-von-Moltke-Straße 46 (Karte)                                        | 1865 (Wohnhaus); 20. Jahrhundert (Gartengestaltung)                                                                      | Fassade mit Elementen der italienischen Renaissance und des Klassizismus, Gartengestaltung 20. Jahrhundert, baugeschichtlich und gartenkünstlerisch von Bedeutung. Pilaster und Blendbögen in der Hofeinfahrt, dazu bunte Bleiglasfenster um 1910. Garten ringförmig mit Solitär in der Mitte. Beschreibung des Gartendenkmals (Ragnhild Kober, 12. Januar 2009): Hausdurchfahrt, Hof mit Granitplatten im Bereich zwischen Durchfahrt und Garage, Garten mit Rondell und Gehölzbestand (Birnbaum und Scheinzypresse an der Südgrenze), Stützmauer aus Ziegelmauerwerk und Treppe mit Betonstufen zwischen Hof und höher liegendem Garten, oberhalb der Stützmauer Baumreihe (drei Rotdorne, mit ehemals vorgenommenem Kronenschnitt). Bemerkung: Blaufichte in der Mitte des Rondells, niedrige Hecke an der Außenkante des Rondells, Garten ist nicht gepflegt, Wege sind überwachsen. | 09281126 |
|                                         | Wohnhaus in geschlossener Bebauung | James-von-Moltke-Straße 47 (Karte)                                        | 1870er Jahre | Spätklassizistische Fassade, baugeschichtlich und städtebaulich von Bedeutung | 09281127 |
|                                         | Wohnhaus in geschlossener Bebauung, Eckhaus | James-von-Moltke-Straße 48 (Gartenstraße 11) (Karte)                      | 1870er Jahre | Fassade mit überhöhter Ecke, städtebaulich und straßenbildprägend von Bedeutung. Fassade teilweise geglättet. Eckerker im Erdgeschoss zur Gartenstraße frei stehend. Eingangsbereich Pilaster und Stuck. Treppenhausfenster schön bunt geätzt. | 09281128 |
|                                         | Wohnhaus, Eckhaus, Gartenstraßenseite für geschlossene Bebauung konzipiert | James-von-Moltke-Straße 49 (Gartenstraße 10) (Karte)                      | 1860er Jahre | Fassade mit überhöhter Ecke, städtebaulich und straßenbildprägend von Bedeutung. Eckerker Erdgeschoss Haus axialsymmetrisch identisch mit gegenüberliegendem Haus Moltke-Straße 48, Torsituation. | 09281149 |
|                                         | Wohnhaus, nach links in geschlossener Bebauung | James-von-Moltke-Straße 50 (Karte)                                        | 1860er Jahre | Sehr aufwändige Neorenaissancefassade, betont durch Seitenrisalite, rechte Gebäudeseite für eine geschlossene Bebauung vorgesehen, baugeschichtlich und städtebaulich von Bedeutung | 09281150 |
| Direkt Bild zu diesem Denkmal hochladen | Ehemaliges Landhaus mit Ziergarten und Nutzgarten sowie Einfriedungszaun | James-von-Moltke-Straße 51 (Karte)                                        | Bezeichnet mit 1701 | Haus herrschaftlich mit Hervorhebung der mittleren drei Achsen, Walmdächer, baugeschichtlich, gartenkünstlerisch und gartenhistorisch von Bedeutung. Beschreibung des Gartendenkmals (Ragnhild Kober, 11. Januar 2009): - Geschichte: Landhaus bezeichnet mit den Initialen „E“, „M“ und einem Kreuz sowie der Jahreszahl „1701“ über dem Ost-Eingang des Hauses, eins der ältesten Häuser im Süden der Altstadt, ein aufgeständerter Balkon (Holzkonstruktion) wurde ca. 1850 am Ost-Eingang hinzugefügt, die Gartenaufteilung des Ziergartens ist erhalten geblieben - Gartenteile: Ziergarten im Osten des Landhauses, Nutzgarten im Westen des Landhauses Ziergarten: - Gartenaufteilung: drei Kompartimente (mittleres kreisförmig, östliches und westliches der Gebäudestellung und den Grundstücksgrenzen angepasst) - Einfriedung: an der Nord-Grenze Einfriedungszaun mit niedrigen massiven Granitsteinpfeilern und Klinkersockel sowie neuen Zaunfeldern aus Holzlatten und Pforte mit zwei Flügeln aus Holzlatten (neu), an der Ost-Grenze Einfriedungszaun mit massivem Granitsteinsockel (im unteren Bereich verblendet mit roten Klinkern) als Stützmauer und aufgesetztem Zaun mit Pfeilern und Zaunfeldern aus Metallkonstruktion - Erschließung: Zugangsweg mit Granitplatten von der Pforte zum Ost-Eingang des Landhauses, Plattenfläche (Granitplatten und eine große Sandsteinplatte) unter dem aufgeständerten Balkon am Ost-Eingang des Landhauses, geschwungen geführte Wege die drei annähernd in einer Achse liegenden Kompartimente umschließend - Gehölze: an der Nord-Grenze Stubben ehemaliger Solitärbäume (Lindenstubben mit starkem Stockaustrieb, Nachpflanzung eines Spitzahorn), in der Mitte des östlichen Kompartiments Apfelbaum (Zwiesel, wahrscheinlich 100 Jahre alt), im Südwest-Bereich Süßkirsche und Pimpernuss, an der Ostgrenze Flieder (weiß, lila), im Osten des Landhauses vier Rhododendron (lila), in der Südost-Ecke zwei Lebensbäume und eine neu gepflanzte Linde, an der Pforte ein Goldregen und ein Rotdorn, an der Ost- und Süd-Fassade Rankgerüste mit echtem Wein - Vegetationsflächen: Kompartimente mit Rasen, Randbereiche mit Strauchflächen, (Wiesenschaumkraut, Schneeglöckchen, Szilla) - Pflanzenhaus: an der Südwest-Ecke des Hauses steht eine Mauer als Rest eines ehemaligen Pflanzenhauses Nutzgarten: - Wasserelemente: an der Westgrenze Brunnen mit Brunnenschacht aus Bruchsteinmauerwerk und aufgesetzter Handschwengelpumpe - Gehölze: Obstbäume (Apfel, Pflaume, Sauerkirsche, Birne), Sträucher (Haselnuss an der Nord-Grenze, Flieder an der West-Grenze) Bemerkung: ehemals drei Putten aus Sandstein auf Sandsteinsockel, eine davon „Knabe mit Delphin“? (1715-1720) Johann Caspar von Rodewitz zugeschrieben (Quelle: hist. Postkarte), alle drei um 1930 verkauft, stehen heute in der Neißstraße 20, Haus besaß einen sich nach Westen öffnenden Hof, dieser ist heute überbaut mit einem Gartenzimmer und einer sich darüber befindenden Dachterrasse, Garage an der Nordwest-Ecke des Hauses (ehemals hier eine Außentreppe zum ersten Stockwerk) | 09283838 |
|                                         | Wohnhaus mit Vorgarten und Einfriedungszaun | James-von-Moltke-Straße 53 (Karte)                                        | 1865 | Links angebaut die Nummer 52, palazzoartiges Gebäude im Stil der Neorenaissance, baugeschichtlich, baukünstlerisch und städtebaulich von Bedeutung. Prächtig mit Mittelrisalit und offener Veranda im Erdgeschoss, Balkon im ersten Obergeschoss, schöne Treppenhausmalerei. Beschreibung des Gartendenkmals (Ragnhild Kober, 19. Dezember 2008): Vorgarten mit prägendem Gehölzbestand (zwei Schwarzkiefern, zwei Eiben, Sträucher = Gartendenkmal). Einfriedungszaun zur Straße mit Granitsteinsockel, Granitsteinpfeilern und Zaunfeldern aus Metallkonstruktion sowie ein Tor (verändert, neuer Rahmen) und eine Pforte (verändert, neuer Rahmen) aus Metallkonstruktion, ein erhaltener Torpfeiler aus Granit. Bemerkung: im Garten Stellflächen für PKW. | 09302485 |
| Weitere Bilder                          | Städtische Volksbücherei und Lesehalle | Jochmannstraße 2, 3 (Karte)                                               | 1905–1907 | Als solche errichtet, da die bisherige Volksbibliothek im Waisenhaus nicht ausreichte, Stiftung des Görlitzer Textilfabrikanten Otto Müller (120.000 Reichsmark), Entwurf von den Stadtbaudirektoren Hagedorn und Rieß, Bau rechts an die geschlossene Bebauung stoßend, Jugendstilbau, baugeschichtlich, baukünstlerisch und straßenbildprägend von Bedeutung. Stahlskelett, massiv ausgesetzt. | 09280522 |
| Weitere Bilder                          | Pfarr- und Gemeindehaus der Lutherkirche in geschlossener Bebauung | Jochmannstraße 4 (Karte)                                                  | 1880er Jahre | Späthistoristische Fassade, baugeschichtlich und ortsgeschichtlich von Bedeutung | 09280521 |
|                                         | Mietshaus in nach rechts geschlossener Bebauung | Jochmannstraße 6 (Karte)                                                  | Bezeichnet mit 1887 | Neorenaissancefassade, baugeschichtlich und städtebaulich von Bedeutung | 09280520 |
|                                         | Mietshaus in geschlossener Bebauung | Jochmannstraße 7 (Karte)                                                  | Um 1890 | Baugeschichtlich und städtebaulich von Bedeutung. Fassade um 1910 verändert. | 09280519 |
|                                         | Mietshaus in geschlossener Bebauung | Jochmannstraße 8 (Karte)                                                  | Um 1880 | Baugeschichtlich und städtebaulich von Bedeutung, Pilastergliederungen, Verdachungen | 09289068 |
|                                         | Mietshaus in geschlossener Bebauung | Jochmannstraße 9 (Karte)                                                  | Um 1880 | Baugeschichtlich und städtebaulich von Bedeutung, Fassade zwischen 1905 und 1910 neuklassizistisch verändert | 09280518 |
|                                         | Mietshaus in geschlossener Bebauung | Jochmannstraße 10 (Karte)                                                 | 1893 | Klinkerfassade, baugeschichtlich und städtebaulich von Bedeutung | 09280517 |
|                                         | Mietshaus in geschlossener Bebauung | Jochmannstraße 10a (Karte)                                                | Nach 1890 | Klinkerfassade, baugeschichtlich und städtebaulich von Bedeutung | 09280516 |
|                                         | Mietshaus in geschlossener Bebauung, Eckhaus | Jochmannstraße 11 (Karte)                                                 | Nach 1875 | Städtebaulich von Bedeutung | 09280515 |
| Direkt Bild zu diesem Denkmal hochladen | Siechenhaus für das Hospital Krölstraße 46, mit Garten | Jochmannstraße 12 (Hauptanschrift: Lutherplatz 16) (Karte)                | 1872 | Zyklopisch versetztes Bruchsteinmauerwerk, baugeschichtlich, ortsgeschichtlich und sozialgeschichtlich von Bedeutung. Bis März 09 unter Jochmannstraße 12 in der Denkmalliste, laut ALK-Daten Adresse Lutherplatz 16. | 09289048 |
| Direkt Bild zu diesem Denkmal hochladen | Ressource; Gesellschaftshaus mit Garten | Johannes-Wüsten-Straße 1 (Hauptanschrift: Joliot-Curie-Straße 3) (Karte)  | 1824 | Ursprungsbau mit Walmdach längs der Kahle, heute Johannes-Wüsten-Straße, Querflügel hier später angebaut, nach Norden Saal mit sieben hohen rundbogigen Fenstern und Dreiecksgiebel, südlicher Flügel 1870, bau- und ortsgeschichtlich von Bedeutung. Jecht S. 682: Die Ressource-Gesellschaft entstand 1803 und befand sich zunächst zur Miete Obermarkt 3. Sie kaufte 1824 den Gemuseusschen Garten, brach das Gärtnerhaus ab und baute nach dem Entwurf des Architekten Franke das heutige Haus. Erweiterungen 1870, 1897, 1927, 1971. Bis 1945 im Eigentum der Ressource-Gesellschaft. | 09281030 |
|                                         | Mietshaus in geschlossener Bebauung mit Vorgarten | Johannes-Wüsten-Straße 2 (Karte)                                          | Um 1900 | Klinkerfassade, baugeschichtlich und städtebaulich von Bedeutung. Erstes Obergeschoss Balkon mit schmiedeeisernem Gitter, Treppenhaus schön geätzte Fenster. | 09281029 |
|                                         | Mietshaus in geschlossener Bebauung mit Vorgarten | Johannes-Wüsten-Straße 3 (Karte)                                          | 1901 | Klinkerfassade, baugeschichtlich und städtebaulich von Bedeutung. Reste bunt geätzter Treppenhausfenster. | 09281028 |
|                                         | Mietshaus in geschlossener Bebauung mit Vorgarten | Johannes-Wüsten-Straße 4 (Karte)                                          | Um 1880 | Baugeschichtlich und städtebaulich von Bedeutung. Sehr hoher Zugang über Straßenniveau, Eingangsbereich Stuck. | 09281027 |
|                                         | Mietshaus in geschlossener Bebauung mit Vorgarten | Johannes-Wüsten-Straße 5 (Karte)                                          | 1890er Jahre | Klinkerfassade, baugeschichtlich und städtebaulich von Bedeutung. Klinkerbau. Görlitz-Ansicht in Hofdurchfahrt an Decke. Treppenhausfenster und Wohnungstüren sehr schön geätzte Scheiben, Fußbodenkacheln. | 09281026 |
|                                         | Mietshaus in geschlossener Bebauung mit Vorgarten | Johannes-Wüsten-Straße 6 (Karte)                                          | 1890er Jahre | Späthistoristische Fassade mit Stilelementen der Neorenaissance, baugeschichtlich und städtebaulich von Bedeutung. Klinkerbau. Treppenhaus bunt geätzte Fenster und Fußbodenkacheln. | 09281025 |
|                                         | Mietshaus in geschlossener Bebauung mit Vorgarten | Johannes-Wüsten-Straße 7 (Karte)                                          | 1890er Jahre | Wirkungsstätte von Johannes Wüsten, späthistoristische Fassade mit Stilelementen der Neorenaissance, baugeschichtlich und ortsgeschichtlich von Bedeutung. Klinkerbau. Treppenhaus geätzte Fenster und ebensolche Windfangtür. | 09281024 |
|                                         | Mietshaus in geschlossener Bebauung | Johannes-Wüsten-Straße 8 (Karte)                                          | 1890er Jahre | Späthistoristische Fassade mit Stilelementen der Neorenaissance, baugeschichtlich und städtebaulich von Bedeutung. Treppenhaus bunt geätzte Fenster. | 09281023 |
|                                         | Mietshaus in geschlossener Bebauung | Johannes-Wüsten-Straße 9 (Karte)                                          | 1890er Jahre | Späthistoristische Fassade mit Stilelementen der Neorenaissance, baugeschichtlich und städtebaulich von Bedeutung. Treppenhaus schön bunt geätzte Fenster, Fußbodenkacheln. | 09281022 |
|                                         | Mietshaus in geschlossener Bebauung | Johannes-Wüsten-Straße 10 (Karte)                                         | Bezeichnet mit 1907 | Klinkerfassade, baugeschichtlich und städtebaulich von Bedeutung. Rechts und links offene Veranden, bunte geätzte Fenster im Treppenhaus, schönes Terrazzo im Eingangsbereich. Klinkerbau. | 09281021 |
|                                         | Mietshaus in geschlossener Bebauung, Eckhaus, mit Vorgarten | Johannes-Wüsten-Straße 14 (Karte)                                         | Um 1890 | Baugeschichtlich und städtebaulich von Bedeutung. Ecke hochgezogen, Eingang sehr interessante Art-déco-Ausmalung, im Treppenhaus ebensolche, aber einfacher mit Schablone. Hier wohnte der Architekt oder Bildhauer Heinz Grunwald, von dem die Traditionssäule Dr.-Kahlbaum-Allee stammt. | 09281043 |
|                                         | Mietshaus in geschlossener Bebauung mit Vorgarten | Johannes-Wüsten-Straße 15 (Karte)                                         | Um 1895 | Baugeschichtlich und städtebaulich von Bedeutung, geätzte Treppenhausfenster | 09281039 |
|                                         | Mietshaus in geschlossener Bebauung mit Vorgarten | Johannes-Wüsten-Straße 16 (Karte)                                         | 1890er Jahre | Baugeschichtlich und städtebaulich von Bedeutung, geätzte Treppenhausfenster | 09281038 |
|                                         | Mietshaus in geschlossener Bebauung mit Vorgarten | Johannes-Wüsten-Straße 17 (Karte)                                         | 1890er Jahre | Baugeschichtlich und städtebaulich von Bedeutung. Klinkerbau. Geätzte Treppenhausfenster. | 09281037 |
|                                         | Mietshaus in geschlossener Bebauung mit Vorgarten | Johannes-Wüsten-Straße 18 (Karte)                                         | Um 1900 | Baugeschichtlich und städtebaulich von Bedeutung. Geätzte Treppenhausfenster und Windfangtür. | 09281036 |
|                                         | Mietshaus in geschlossener Bebauung mit Vorgarten | Johannes-Wüsten-Straße 19 (Karte)                                         | 1899 | Baugeschichtlich und städtebaulich von Bedeutung. Bunte geätzte Treppenhausfenster und Windfangtür. | 09281035 |
|                                         | Mietshaus in geschlossener Bebauung mit Vorgarten | Johannes-Wüsten-Straße 20 (Karte)                                         | 1911 | Baugeschichtlich und städtebaulich von Bedeutung. Städtebaulich gut, schöne Fenster mit stark gesprosstem Oberlicht, über Hauseingang buntes Bleiglasfenster, ebensolche im Treppenhaus, schöner Terrazzo-Mosaikfußboden. Putten im Vorgarten. | 09281033 |
|                                         | Wohnhaus | Johannes-Wüsten-Straße 20a (Karte)                                        | 1880er Jahre | Im Hof hinter Nummer 19 und 20 gelegen, baugeschichtlich von Bedeutung | 09281034 |
|                                         | Zur gekrönten Schlange; Wartburg; Logengebäude und Stützmauer mit Eisenzaun, dazu rechter Anbau                                                                                    | Johannes-Wüsten-Straße 21 (Karte)                                         | 1863 | Anbau etwas später, baugeschichtlich und ortsgeschichtlich von Bedeutung. Von der Ausstattung ist fast nichts erhalten. Drahtglasüberdachung über Eingang 1904. Hauptbau gotisierend mit turmartig überhöhten Ecklisenen. | 09281032 |
| Direkt Bild zu diesem Denkmal hochladen | Haus der Barmherzigen Schwestern; Gebäude im Schweizerstil, entlang der Straße Stützmauer aus zyklopisch verlegtem Bruchsteinmauerwerk, darauf Einfriedung mit Pfeilern und Gitter | Johannes-Wüsten-Straße 22 (Karte)                                         | 1862 | Geschichtlich von Bedeutung. Putzbau, flaches Satteldach. Überformt, keine Innenausstattung mehr. | 09282506 |
| Weitere Bilder                          | Societät; Wichernhaus; Tanz- und Konzerthaus der Sozietätsgesellschaft (Nr. 23a) und linker, zurückgesetzter Bau (Nr. 23), gebaut als Evangelisches Vereinshaus                    | Johannes-Wüsten-Straße 23, 23a (Karte)                                    | 1830er Jahre (rechter Teil); 1857 (Saal); 1911 (linker Teil)                                                             | Baugeschichtlich und ortsgeschichtlich von Bedeutung. 1836 bildete sich die Gesellschaft Societät, die 1857 den großen Saal erbaute. 1874 wurde auf dem Grundstück die Kirche der apostolischen Gemeinde eröffnet, die dann auf die Bautzener Straße 21 verlegt wurde. Fortsetzung der Sozietät war das evangelische Vereinshaus. Hofanbau wurde nach 2000 abgebrochen. | 09281031 |
| Weitere Bilder                          | Mietshaus in geschlossener Bebauung, Eckhaus | Johannes-Wüsten-Straße 24 (Hauptanschrift: Joliot-Curie-Straße 4) (Karte) | Bezeichnet mit 1903 | Bauherr war der Greifenberger Rentner Hermann Berner, Entwurf Franz Grunert, reiche Jugendstilfassade, baugeschichtlich und straßenbildprägend von Bedeutung. Fassade reicher Jugendstilstuck mit Balkons. Eingangsbereich ähnlich Nummer 5. Eingangshalle und Treppenhaus prachtvoll, u. a. zwei Wandbilder, Buntglasfenster. Wohnungen ebenfalls mit Stuck, buntverglaste Schiebetüren. | 09281064 |
|                                         | Wohnhaus in Ecklage und nach rechts geschlossener Bebauung, mit Garten | Joliot-Curie-Straße 1 (Karte)                                             | 1876 | Fassade besitzt gleiche Gestaltung mit Putznutungen wie Nummer 2, baugeschichtlich und straßenbildprägend von Bedeutung. Bemerkenswerter Eingangsbereich mit Stuck an der Decke, Pilastern, kannelierten Säulen mit korinthischen Kapitellen. | 09280578 |
|                                         | Wohnhaus in geschlossener Bebauung mit seitlichem Hofflügel und Garten | Joliot-Curie-Straße 2 (Karte)                                             | 1876 | Fassade besitzt gleiche Gestaltung mit Putznutungen wie Nummer 1, baugeschichtlich und straßenbildprägend von Bedeutung. Bemerkenswerter Eingangsbereich mit Stuck an der Decke, Pilastern, kannelierten Säulen mit korinthischen Kapitellen. Seitlicher Hofflügel 2009 abgebrochen. | 09302322 |
|                                         | Ressource; Gesellschaftshaus mit Garten | Joliot-Curie-Straße 3 (Johannes-Wüsten-Straße 1) (Karte)                  | 1824 | Ursprungsbau mit Walmdach längs der Kahle, heute Johannes-Wüsten-Straße, Querflügel hier später angebaut, nach Norden Saal mit sieben hohen rundbogigen Fenstern und Dreiecksgiebel, südlicher Flügel 1870, bau- und ortsgeschichtlich von Bedeutung. Jecht S. 682: Die Ressource-Gesellschaft entstand 1803 und befand sich zunächst zur Miete Obermarkt 3. Sie kaufte 1824 den Gemuseusschen Garten, brach das Gärtnerhaus ab und baute nach dem Entwurf des Architekten Franke das heutige Haus. Erweiterungen 1870, 1897, 1927, 1971. Bis 1945 im Eigentum der Ressource-Gesellschaft. | 09281030 |
| Weitere Bilder                          | Mietshaus in geschlossener Bebauung, Eckhaus | Joliot-Curie-Straße 4 (Johannes-Wüsten-Straße 24) (Karte)                 | Bezeichnet mit 1903 | Bauherr war der Greifenberger Rentner Hermann Berner, Entwurf Franz Grunert, reiche Jugendstilfassade, baugeschichtlich und straßenbildprägend von Bedeutung. Fassade reicher Jugendstilstuck mit Balkons. Eingangsbereich ähnlich Nummer 5. Eingangshalle und Treppenhaus prachtvoll, u. a. zwei Wandbilder, Buntglasfenster. Wohnungen ebenfalls mit Stuck, buntverglaste Schiebetüren. | 09281064 |
| Weitere Bilder                          | Mietshaus in geschlossener Bebauung | Joliot-Curie-Straße 5 (Karte)                                             | 1903 | Fassade mit floralem Jugendstildekor, baugeschichtlich und baukünstlerisch von Bedeutung. Fassade mit reichem floralen Jugendstildekor, rechter Risalit konvexe Balkons, schöne Haustür mit farbiger Bleiverglasung. Toller Treppenhauseingang mit einer Art Gespränge / alles Jugendstil. Malerei im Eingang. Treppenhausfenster Bleiverglasung, Blütenmotive. Treppenhaus original Jugendstil-Ausstattung. | 09281063 |
|                                         | Wohnhaus in geschlossener Bebauung | Joliot-Curie-Straße 6 (Karte)                                             | Um 1900 | Baugeschichtlich und städtebaulich von Bedeutung. Erker und Turm. Fassade wohl geglättet, Dachhäuschen, originale Haustür. | 09284199 |
|                                         | Mietshaus in geschlossener Bebauung | Joliot-Curie-Straße 7 (Karte)                                             | 1872 | Bauherr I. F. Kratzer, baugeschichtlich und städtebaulich von Bedeutung. Schöne ornamentale Ausmalung in Eingang und Treppenhaus, Stuck, gemalte Marmorierung, Treppenhausfenster geätzt. Originale große Wohnungstüren und Treppengeländer, letzteres mit gedrechselten Stäben. Gerade noch klassizistisch. | 09281062 |
|                                         | Mietshaus in geschlossener Bebauung | Joliot-Curie-Straße 8 (Karte)                                             | 1876 | Bauherr Bankier Schubert, baugeschichtlich und städtebaulich von Bedeutung. Hofdurchfahrt mit Pilastern, Tor mit Gitter. Fassade ist vom Klassizismus der Nummern 9 und 10 in Historismus gekippt. | 09281061 |
|                                         | Wohnhaus in geschlossener Bebauung mit linkem Hofflügel und Brunnenhaus mit Gedenktafel von 1841 im Hof                                                                            | Joliot-Curie-Straße 9 (Karte)                                             | 1871 | Erinnert an die Ereignisse von 1641, Bauherr war vielleicht Baumeister Fischer, baugeschichtlich und ortsgeschichtlich von Bedeutung. Klinkerbau. Großer Mittelbalkon. Text auf Platte am Brunnenhaus: „Die Stadt Görlitz, seit 1639 von schwedischen Truppen besetzt, welche der Oberstleutnand Wancke befehligte, wurde vom 23. Juli 1641 an durch den kaiserlichen General-Feldzeugmeister v. und zu Goltz belagert, den Accord zur Übernahme aber schlossen der Churfürst von Sachsen Johann Georg I., Herzog Franz Albrecht von Sachsen-Lauenburg und beiderseits Commandierende in diesem Brunnenhaus am 30. September 1641. Zur Erinnerung errichtet, den 30. September 1841.“ Etwas weiter östlich begann der Hartmannsche Garten. | 09281060 |
|                                         | Wohnhaus mit Hofflügel in nach links geschlossener Bebauung, Eckhaus zum Lindenweg, Hofgebäude und Einfriedung                                                                     | Joliot-Curie-Straße 10 (Karte)                                            | 1872 | Bauherr Glashüttenbesitzer Direktor Reinhard Menzel, Einfriedung Natursteinsockel und Eisenzaun, baugeschichtlich von Bedeutung. Erstes Obergeschoss Mitte Balkon, recht herrschaftlich. Eingangsbereich Pilaster, Stuck, Medaillons. Geätzte bunte Treppenhausfenster. In der Eingangshalle Puttenreliefs, die vier Elemente darstellend. Im Treppenhaus schöne Jugendstilausmalung. | 09281059 |
| Direkt Bild zu diesem Denkmal hochladen | Pfarrhaus der Kreuzkirche mit Garteneinfriedung und die das Pfarrhaus umgebende Grünanlage                                                                                         | Joliot-Curie-Straße 11 (Karte)                                            | 1853 | Grünanlage ist als Einheit mit dem Kirchplatz der katholischen Kirche, siehe Struvestraße 19, zu sehen, baugeschichtlich und ortsgeschichtlich von Bedeutung. Pfarramt ist im Inneren stark verändert. Das Grundstück gehörte bis 1845 dem Stadtrat Alexander Struve. Garagenneubau im Gartengelände von 2009 stellt eine Störung dar, die zu gegebener Zeit entfernt werden muss. | 09284402 |
|                                         | Wohnhaus mit Einfriedung und Garten | Joliot-Curie-Straße 12 (Karte)                                            | 1845/46 | Bauherr Commerzienrath Gevers und Schmidt, baugeschichtlich und ortsgeschichtlich von Bedeutung. Bis 1945 Privatklinik des HNO-Arztes Dr. Rudolf Kaiser, dann bis 1955 Entbindungsklinik des Städtischen Krankenhauses, danach Augenklinik. Beschreibung des Gartendenkmals (Ragnhild Kober, 12. Januar 2009): - Einfriedung: Einfriedungszaun mit Granitsteinsockel und Zaunfeldern aus Metallkonstruktion, vier Granitsteinpfeiler am Tor - Erschließung: Zufahrt mit Großsteinpflaster aus Granit und zum Teil mit Granitplatten befestigt, Durchfahrt, an der Ostfassade breite Außentreppe mit fünf Granitstufen und beidseitigem Geländer aus Metallkonstruktion - Gehölze: im Nordost-Bereich ein Solitärbaum (Buche) und eine Hainbuche - Bemerkung: Zaunpfeiler an der Straße verändert (Stahlrohr mit aufgesetzter alter Bekrönung), auf der Nordseite der Treppe fehlt ein Teil des Geländers, West-Bereich als PKW-Stellfläche genutzt, an der Südwest-Ecke eine Stahltreppe als Fluchtweg außen an das Gebäude angefügt, in der Südwest -Ecke des West-Bereiches eine Garage | 09282721 |
|                                         | Konsulplatz; Stadtplatz mit Bürgersteigen und Straßenpflaster | Konsulplatz (Karte)                                                       | 1912 | Städtebaulich von Bedeutung. Beschreibung des Gartendenkmals (Ragnhild Kober, 20. September 2008): Im Westen Straße mit südlichem Parkstreifen und beidseitigen Bürgersteigen, im Osten rechteckiger Platz mit Verkehrsinsel und einer diese umgebenden Straße sowie Bürgersteige zu den angrenzenden Häusern - Straße: Granitkleinsteinpflaster, an den Rändern zwei Reihen Granitgroßsteinpflaster und Granithochbord, im Osten und Westen der Verkehrsinsel Stellflächen für PKW mit Granitgroßsteinpflaster - Bürgersteig: Granitplatten (zum Teil ersetzt durch Betonplatten), ein- oder zweiseitiger Streifen aus Basaltmosaiksteinpflaster (zum Teil auch Ersatzmaterial) - Zufahrten: an den Südost-, Nordost und Südwest-Ecken je eine Zufahrt mit Granitsteinpflaster - Verkehrsinsel: Rasenfläche, am Ost- und West-Ende je ein Prunus serotina ‚Kanzan’ (Jungbäume), am äußeren Rand von einer ca. 1 m hohen Hecke (Liguster) umgeben - Gehölze: zwei Mahonien an der Nordseite des Platzes vor der Hausfassade | 09280729 |
|                                         | Mietshaus in geschlossener Bebauung, Eckhaus zur Konsulstraße | Konsulplatz 1 (Karte)                                                     | Um 1895 | Baugeschichtlich und straßenbildprägend von Bedeutung. Mit Klinker, Balkone mit Gittern, neubarock. | 09281256 |
|                                         | Verwaltungsbau | Konsulplatz 3 (Karte)                                                     | Um 1870 | Klinik des Chirurgen und Sanitätsrats E. Boeters, auch genannt chirurgische Anstalt, repräsentativer spätklassizistischer Bau mit Mittelrisalit mit Dreiecksgiebel, baugeschichtlich von Bedeutung. Originale Hausausstattung. 1900 Konsulstraße 7c. | 09281163 |
|                                         | Doppelwohnhaus | Konsulplatz 4, 5 (Karte)                                                  | Um 1860 | Stattlich spätklassizistisch mit Risalit mit Dreiecksgiebel, baugeschichtlich und städtebaulich von Bedeutung. Treppenhausausstattung original erhalten, Balkongitter, Nummer 5 mit vielen geätzten Fenstern und Glasflügeltüren. | 09281158 |
|                                         | Mietshaus in nach rechts geschlossener Bebauung | Konsulplatz 6 (Karte)                                                     | Um 1900 | Baugeschichtlich und städtebaulich von Bedeutung. Fassade Jugendstil-Dekor, originale Jugendstil-Ausstattung im Treppenhaus (u. a. Bleiglasfenster und Treppengeländer). | 09281160 |
|                                         | Mietshaus in geschlossener Bebauung | Konsulplatz 7 (Karte)                                                     | Um 1900 | Baugeschichtlich und städtebaulich von Bedeutung. Fassade Jugendstil-Dekor, innen ebensolcher Stuck. Bleiglasfenster u. a. Ausstattung Jugendstil. | 09281161 |
|                                         | Mietshaus in geschlossener Bebauung | Konsulplatz 8 (Karte)                                                     | Um 1900 | Baugeschichtlich und städtebaulich von Bedeutung. Originale Jugendstil-Ausstattung, Stuck und Bleiglasfenster. | 09281162 |
|                                         | Wohnhaus | Konsulplatz 10 (Konsulstraße 8) (Karte)                                   | 1870er Jahre | Eckhaus zur Konsulstraße, dort in geschlossener Bebauung, baugeschichtlich und platzbildprägend von Bedeutung. Treppenhaus original, Eingänge teilweise später etwas verändert. | 09281257 |
|                                         | Drei Raben; Zum Kulmbacher; Mietshaus mit Restaurant in geschlossener Bebauung, Kopfbau mit Schützenstraße zum Postplatz                                                           | Konsulstraße 1 (Postplatz 7) (Karte)                                      | Um 1900 | Baugeschichtlich, städtebaulich und straßenbildprägend von Bedeutung. Erdgeschoss verändert. | 09281252 |
|                                         | Mietshaus in geschlossener Bebauung, mit Läden | Konsulstraße 2 (Karte)                                                    | Um 1895 | Baugeschichtlich und städtebaulich von Bedeutung. Originale Schaufensterfronten. Stuck im Hauseingang. | 09281253 |
|                                         | Mietshaus mit Läden in geschlossener Bebauung | Konsulstraße 3 (Karte)                                                    | Um 1895 | Läden mit originaler Front, Klinker, teilweise farbig glasiert, baugeschichtlich und städtebaulich von Bedeutung | 09281254 |
|                                         | Cafe Oriental; Künstlerspiele; Mietshaus in geschlossener Bebauung | Konsulstraße 6 (Karte)                                                    | Um 1880 | Gebaut als Wohnhaus, um 1900 zum Cafe umgebaut, prächtige Fassade im orientalischen Stil mit Doppelsäulen und Hufeisenbögen rekonstruiert, baugeschichtlich und städtebaulich von Bedeutung. Fassade war vorübergehend geglättet, originales Tor zur Hofdurchfahrt. | 09289047 |
| Direkt Bild zu diesem Denkmal hochladen | Mietshaus in geschlossener Bebauung | Konsulstraße 7 (Karte)                                                    | Um 1895 | Die beiden Obergeschosse Klinker, baugeschichtlich und städtebaulich von Bedeutung. Im Eingangsbereich Stuck, Treppenhausfenster farbig geätzt. | 09281255 |
| Direkt Bild zu diesem Denkmal hochladen | Wohnhaus | Konsulstraße 8 (Hauptanschrift: Konsulplatz 10) (Karte)                   | 1870er Jahre | Eckhaus zur Konsulstraße, dort in geschlossener Bebauung, baugeschichtlich und platzbildprägend von Bedeutung. Treppenhaus original, Eingänge teilweise später etwas verändert. | 09281257 |
|                                         | Wohnhaus in geschlossener Bebauung | Konsulstraße 9 (Karte)                                                    | 1870er Jahre | Neorenaissancefassade, Hofdurchfahrt Stuck, baugeschichtlich und städtebaulich von Bedeutung | 09281258 |
|                                         | Wohnhaus in geschlossener Bebauung | Konsulstraße 10 (Karte)                                                   | 1870er Jahre | Neorenaissancefassade, baugeschichtlich und städtebaulich von Bedeutung. Hofdurchfahrt Stuck und Pilaster. | 09281259 |
|                                         | Wohnhaus in geschlossener Bebauung, Eckladen mit Fassade um 1910, Eckhaus | Konsulstraße 11 (Gartenstraße 1) (Karte)                                  | 1877 | Bauherr war der Maurermeister C. Frenzel, baugeschichtlich und straßenbildprägend von Bedeutung | 09281260 |
|                                         | Mietshaus in geschlossener Bebauung und Hofgebäude | Konsulstraße 12 (Karte)                                                   | Um 1880 | Baugeschichtlich und städtebaulich von Bedeutung. Links Erker über erstem und zweitem Obergeschoss, rechter Dachturm fehlt, kleiner Mittelbalkon. Schönes Gitter an Treppengeländer. Hofseitig große verglaste Holzveranden. Gebäude im Hof wohl kleines Wohnhaus, Flst. 946/1. | 09281262 |
|                                         | Wohnhaus in geschlossener Bebauung | Konsulstraße 13 (Karte)                                                   | Um 1880 | Spätklassizistische Fassade, baugeschichtlich und städtebaulich von Bedeutung. Haus mit Attika. Hofeinfahrt Pilaster und Balustersäulchen. Gitter an Treppengeländer, bunte, geätzte Fenster im Treppenhaus. | 09281263 |
| Direkt Bild zu diesem Denkmal hochladen | Wohnhaus in geschlossener Bebauung | Konsulstraße 14 (Karte)                                                   | 1870er Jahre | Fassade mit Elementen der Neorenaissance, baugeschichtlich und städtebaulich von Bedeutung. Eingang innen prächtig mit Stuck. | 09281264 |
|                                         | Mietshaus in geschlossener Bebauung | Konsulstraße 15 (Karte)                                                   | 1898 | Obergeschosse Klinker, baugeschichtlich und städtebaulich von Bedeutung. Erdgeschoss Putz. Eingangsbereich Stuck und neuere Schablonenmalerei. Schöne Terrazzomosaikfußböden. Treppenhausfenster schön geätzt. | 09280786 |
|                                         | Mietshaus in vom Typ geschlossener Bebauung | Konsulstraße 16 (Karte)                                                   | 1898 | Klinkerfassade, baugeschichtlich und städtebaulich von Bedeutung. Klinkerbau. Erdgeschoss Putz. Rechts Loggien mit schmiedeeisernen Gittern. Im Eingangsbereich schöne Schablonenmalerei mit zwei einfachen kleinen Landschaftsbildern. Treppenhaus Schablonenmalerei, schön geätzte Fenster, Terrazzomosaikfußböden. | 09280787 |
|                                         | Wohnhaus, zurückgesetzt, mit Vorgarten und Resten der Einfriedung | Konsulstraße 17 (Karte)                                                   | 1861 | Als einer der ältesten Bauten der Straße von einem Herrn Giersberg errichtet, neues Dach und Umbau 1895 durch Kaufmann Alfred Schultze, baugeschichtlich und straßenbildprägend von Bedeutung. Sechsachsige Fassade und zweiachsigem Mittelrisalit mit flachem Giebel. Brand 2009, nur Fassade erhalten. | 09280788 |
|                                         | Wohnhaus | Konsulstraße 18 (Karte)                                                   | 1903/04 Vorderbau | Nach links mit der zurückgesetzten Nummer 17 verbunden und nach hinten abgetreppt, Bauherr des Vorderbaus war der Maurermeister W. Voigt, des hinteren Baus von 1856 (kein Denkmal) Maurerpolier Weißbach, baugeschichtlich und straßenbildprägend von Bedeutung. Eingang hinten mit Jugendstilgitter aus Schmiedeeisen (florale Ornamentik). Ebensolche Ornamentik am Balkon. Eingangstür mit schönem bunten Bleiglas im Bogen. Längliche Fabrik aus Klinker noch hinter dem Hofgebäude erhaltenswert, innen nette Halle. Von dem allen im Oktober 2005 nichts erhalten. Hintergebäude kein Denkmal. | 09280789 |
| Weitere Bilder                          | Reparatur-Werkstatt mit Tiefgarage | Konsulstraße 19 (Karte)                                                   | 1925 erbaut | Bauherr war der Görlitzer Kaufmann Curt Lustig, Entwurf Architekt BdA R. Georg Marschall, anspruchsvoller Neuklassizismus, baugeschichtlich singuläre Bedeutung als eine der ersten Tiefgaragen | 09299661 |
|                                         | Mietshaus in geschlossener Bebauung und Hinterhaus | Konsulstraße 20 (Karte)                                                   | 1870er Jahre | Städtebaulich von Bedeutung. Vorderhaus Fassade geglättet, originale Hausausstattung, Hinterhaus desolat, aber alles mit reicher Fassadengliederung erhalten. | 09280034 |
|                                         | Mietshaus in geschlossener Bebauung | Konsulstraße 21 (Karte)                                                   | 1890er Jahre | Klinkerfassade mit Stuckdekor, baugeschichtlich und städtebaulich von Bedeutung. Klinkerbau. Mittelrisalit erstes und zweites Obergeschoss Balkons mit schmiedeeisernen Gittern. Innen schön geätzte Windfangtür, Wohnungstüren und Treppenhausfenster, Fassade identisch mit Nummer 22. | 09280790 |
|                                         | Mietshaus in geschlossener Bebauung | Konsulstraße 22 (Karte)                                                   | 1890er Jahre | Klinkerfassade mit Stuckdekor, baugeschichtlich und städtebaulich von Bedeutung. Fassade identisch mit Haus Nummer 21. Mittelrisalit Balkons erstes und zweites Obergeschoss mit schmiedeeisernen Gittern. Eingangsbereich Stuck. Windfangtüren und Fenster des überdachten Lichthofs schön geätzt mit figürlichen Motiven. Im Treppenhaus Fußbodenkacheln und schöne Gitter. | 09280791 |
|                                         | Wohnhaus mit Hofflügel, später umgebaut zur Schule | Konsulstraße 23 (Karte)                                                   | 1866/67 | Bauherr des Wohnhauses war der Fabrikbesitzer Conrad Schiedt der benachbarten Maschinenbauanstalt und Eisengießerei, baugeschichtlich und ortsgeschichtlich von Bedeutung, Haushaltungs- und Gewerbeschule | 08975869 |
|                                         | Mietshaus in geschlossener Bebauung | Konsulstraße 24 (Karte)                                                   | 1890er Jahre | Baugeschichtlich und städtebaulich von Bedeutung. Klinkerbau. Erstes und zweites Obergeschoss Balkons mit schmiedeeisernen Gittern. | 09280792 |
|                                         | Mietshaus in geschlossener Bebauung und Hofgebäude | Konsulstraße 25, 25a (Karte)                                              | 1890er Jahre | Baugeschichtlich und städtebaulich von Bedeutung. Erstes und zweites Obergeschoss Balkons mit schmiedeeisernen Gittern. Hofdurchfahrt Art-déco-Fries (Schablone). Hofgebäude Putz mit Klinkergliederung, allerhand farbige Bleiverglasung. Hofgebäude = Nummer 25a. | 09280793 |
|                                         | Mietshaus, vom Typus in geschlossener Bebauung | Konsulstraße 27 (Karte)                                                   | Um 1890 | Baugeschichtlich und städtebaulich von Bedeutung. Sehr ruinös, aber schöne Ornamentik. | 09280794 |
|                                         | Wohnhaus in geschlossener Bebauung, Kopfbau mit der Kleinen Konsulstraße | Konsulstraße 29 (Karte)                                                   | Um 1895 | Ungewöhnlicher spitzwinkliger Grundriss, baugeschichtlich und städtebaulich von Bedeutung | 09299956 |
|                                         | Mietshaus in geschlossener Bebauung | Konsulstraße 31 (Karte)                                                   | Um 1890 | Klinkerfassade, baugeschichtlich und städtebaulich von Bedeutung. Im Eingangsbereich Stuck in Kehle, Gestaltung wie bei Nummer 32 und 33. | 09280887 |
|                                         | Mietshaus in geschlossener Bebauung | Konsulstraße 32 (Karte)                                                   | Um 1890 | Klinkerfassade, baugeschichtlich und städtebaulich von Bedeutung. Gestaltung wie bei Konsulstraße 31 und 33. Im Eingangsbereich Stuck in Kehle. | 09280888 |
|                                         | Mietshaus in geschlossener Bebauung | Konsulstraße 33 (Karte)                                                   | Um 1890 | Klinkerfassade, baugeschichtlich und städtebaulich von Bedeutung. Alles wie bei Konsulstraße 31 und 32. | 09280889 |
|                                         | Mietshaus in geschlossener Bebauung, mit Läden, Eckhaus | Konsulstraße 37 (Karte)                                                   | Um 1895 | Baugeschichtlich und städtebaulich von Bedeutung. Aufwendig gestaltet. Eckladen und zwei weitere Läden, letztere mit originalen Fronten. Ecke zur Konsulstraße hochgezogen, Turm nicht mehr vollständig. An Ecke in erstem und zweitem Obergeschoss Balkons mit Gittern. Im Treppenhaus Reste geätzter Fenster. Laut ALK-Daten auch Konsulstraße 37. | 09281663 |
|                                         | Mietshaus in geschlossener Bebauung | Konsulstraße 38 (Karte)                                                   | Nach 1895 | Historismusfassade, baugeschichtlich und städtebaulich von Bedeutung. Treppenhausfenster schlicht (ornamental) bemalt. Mittlere Dachfenster fehlen. | 09281662 |
|                                         | Mietshaus in geschlossener Bebauung | Konsulstraße 39 (Karte)                                                   | Nach 1895 | Historismusfassade, baugeschichtlich und städtebaulich von Bedeutung | 09281661 |
|                                         | Mietshaus in geschlossener Bebauung | Konsulstraße 40 (Karte)                                                   | 1899 | Baugeschichtlich und städtebaulich von Bedeutung. Treppenhausfenster teilweise geätzt, teilweise farbig bemalt. | 09281660 |
|                                         | Mietshaus in geschlossener Bebauung | Konsulstraße 41 (Karte)                                                   | Nach 1895 | Baugeschichtlich und städtebaulich von Bedeutung. Im Treppenhaus geätzte Fenster. | 09281659 |
|                                         | Mietshaus mit Eckladen in geschlossener Bebauung, Eckhaus | Konsulstraße 42 (Karte)                                                   | Nach 1895 | Baugeschichtlich und städtebaulich von Bedeutung. Ecke (zur Emmerichstraße) hochgezogen, Turm nicht vollständig. An der Ecke im ersten, zweiten und ritten Obergeschoss Balkons mit schmiedeeisernen Gittern. Eckladen mit sehr schönen Fliesen und alten Eisenkonsolen (ehemals Fleischerei). Aufwändige Historismusfassade. | 09281658 |
|                                         | Mietshaus mit Laden in geschlossener Bebauung, Eckhaus zur Emmerichstraße | Konsulstraße 43 (Karte)                                                   | 1890er Jahre | Historismusfassade, baugeschichtlich und städtebaulich von Bedeutung. Ecke hochgezogen, in Ecke Laden mit originaler Schaufensterfront, Ladentür verändert. Eckbalkons fehlen. | 09280798 |
|                                         | Mietshaus in geschlossener Bebauung | Konsulstraße 44 (Karte)                                                   | 1890er Jahre | Baugeschichtlich und städtebaulich von Bedeutung. Dachfenster verändert. | 09280797 |
|                                         | Mietshaus in geschlossener Bebauung mit Reithalle im Hof | Konsulstraße 45, 45a (Karte)                                              | 1890er Jahre | Baugeschichtlich und ortsgeschichtlich von Bedeutung. In Hofdurchfahrt überstrichene Malerei. Im Hof alte, interessante Fabrik (Nummer 45a), mehrfach angebaut, die wahrscheinlich älteste aus Klinker. | 09280796 |
|                                         | Mietshaus in geschlossener Bebauung | Konsulstraße 46 (Karte)                                                   | Um 1895 | Baugeschichtlich und städtebaulich von Bedeutung. Hofdurchfahrt Stuck und Medaillons, Treppenhausfenster farbig geätzt. | 09280795 |
|                                         | Mietshaus in halboffener Bebauung | Konsulstraße 47 (Karte)                                                   | Um 1890 | Baugeschichtlich und städtebaulich von Bedeutung. Wohnhaus viergeschossiger verputzter Ziegelbau mit aufwendiger Putzgliederung, Erdgeschoss mit zwei profilierten Putzprofilen abgesetzt, rahmende Putzflächen um die einzelnen Fensterachsen, Eingang rechts im Erdgeschoss, Hofdurchfahrt mit rundbogiger Öffnung, zweiflügeliger Tür und segmentbogigem Oberlicht mit Radsprossen. | 09282226 |
|                                         | Villa mit Garteneinfriedung und Garten | Konsulstraße 53 (Karte)                                                   | Um 1870 | Baugeschichtlich von Bedeutung. - Villa: An den Fassaden Putznutungen, aber nicht mehr an der Vorderseite. Innen teilweise Stuck - Nebenanlage Garten: ursprüngliche Gestaltung nur noch in Ansätzen erkennbar, einige Altbäume vorhanden, z. B. drei Magnolien (Magnolia spec.) südlich der Villa, Bodenmodellierung verändert, - Einfriedung: Ziergitter-Zaun, Granit-Pfeiler und Sockel | 09280785 |
|                                         | Mietshaus, eine Fassade mit Nr. 57, vom Typus geschlossene Bebauung | Konsulstraße 56 (Karte)                                                   | 1890er Jahre | Baugeschichtlich und städtebaulich von Bedeutung. Klinkerbau. Eine Fassade mit Konsulstraße 57. Seitenrisalite mit Zwerchgiebeln, davor Balkons. Eingangsbereich Stuck und Pilaster mit Kapitellen mit Engelsköpfen. | 09280784 |
|                                         | Mietshaus, eine Fassade mit Nr. 56, in geschlossener Bebauung | Konsulstraße 57 (Karte)                                                   | 1890er Jahre | Baugeschichtlich und städtebaulich von Bedeutung. Klinkerbau. Eine Fassade mit Nummer 56. Seitenrisalite mit Zwerchgiebeln, davor Erstes und zweites Obergeschoss Balkons, teils stark verändert. Eingangsbereich Stuck und Medaillons. Stuck auch in den Wohnungen. Schöne Treppenhausfenster. | 09280783 |
| Weitere Bilder                          | Mietshaus in nach rechts geschlossener Bebauung | Konsulstraße 60 (Karte)                                                   | Um 1870 | Baugeschichtlich und städtebaulich von Bedeutung | 09281407 |
|                                         | Wohnhaus in geschlossener Bebauung | Konsulstraße 61 (Karte)                                                   | Um 1870 | Baugeschichtlich und städtebaulich von Bedeutung | 09281408 |
|                                         | Mietshaus in geschlossener Bebauung | Konsulstraße 62 (Karte)                                                   | Um 1870 | Baugeschichtlich und städtebaulich von Bedeutung. Treppenflur mit Originalmalerei. | 09281409 |
|                                         | Mietshaus in geschlossener Bebauung | Konsulstraße 63 (Karte)                                                   | Um 1870 | Baugeschichtlich und städtebaulich von Bedeutung | 09281410 |
| Weitere Bilder                          | Englischer Garten; Vergnügungsetablissement mit Restaurationsgebäude in allen Teilen, Musikpavillon und Gartenareal                                                                | Konsulstraße 65, 66 (Karte)                                               | 1872 (Englischer Garten); 1901 (Restaurationsgebäude)                                                                    | Englischer Garten 1872 eingerichtet als Etablissement der Görlitzer Aktienbrauerei, baugeschichtlich und ortsgeschichtlich von Bedeutung. Zum „Englischen Garten“ gusseiserner Treppenaufgang erhalten (Neubarock). Teilweise Reste eines originalen Holzportales. Hinterer flacher Hofflügel mit originaler Innenarchitektur (Holzdecke/Geländer). Für Abbruch der Innenhofbebauung gibt es eine Genehmigung vom 31. Mai 2000. 2007 alle Abrisse erfolgt. Anmerkungen zur Außenanlage (Ragnhild Kober, 18. Dezember 2008): - Gartenbauten: Musikpavillon aus Holz - Bemerkung: durch die Einordnung von PKW-Stellplätzen ist der Garten beeinträchtigt, neuer Einfriedungszaun an der Konsulstraße mit Sockel und Pfeilern verblendet mit polierten Natursteinplatten sowie Tor, Tür und Zaunfelder aus Metallkonstruktion, Vorgarten mit Rasen- und Gehölzflächen (neu angelegt), Zufahrt mit Großsteinpflaster aus Granit | 09281412 |
|                                         | Mietshaus in geschlossener Bebauung | Konsulstraße 67 (Karte)                                                   | Um 1920 | Baugeschichtlich und städtebaulich von Bedeutung. Neuklassizistische Pilastergliederung. | 09281414 |
|                                         | Mietshaus in geschlossener Bebauung, mit Laden mit originaler Front, Eckhaus | Konsulstraße 68 (Hauptanschrift: Postplatz 8) (Karte)                     | Um 1910 | Baugeschichtlich und städtebaulich von Bedeutung. Stuckmedaillons, Putzstreifen, neuklassizistische Pilastergliederung. | 09285617 |
|                                         | Wohnhaus in geschlossener Bebauung | Krölstraße 1 (Karte)                                                      | Um 1870 | Baugeschichtlich und städtebaulich von Bedeutung | 09280513 |
|                                         | Wohnhaus in geschlossener Bebauung | Krölstraße 2 (Karte)                                                      | Um 1870 | Baugeschichtlich und städtebaulich von Bedeutung | 09280511 |
|                                         | Wohnhaus in geschlossener Bebauung | Krölstraße 3 (Karte)                                                      | Um 1870 | Baugeschichtlich und städtebaulich von Bedeutung | 09280512 |
|                                         | Mietshaus in geschlossener Bebauung | Krölstraße 4 (Karte)                                                      | Um 1870 | Baugeschichtlich und städtebaulich von Bedeutung | 09280510 |
|                                         | Mietshaus in geschlossener Bebauung | Krölstraße 5 (Karte)                                                      | Um 1870 | Baugeschichtlich und städtebaulich von Bedeutung | 09280509 |
|                                         | Mietshaus in geschlossener Bebauung | Krölstraße 6 (Karte)                                                      | 1857–1867 | Baugeschichtlich und städtebaulich von Bedeutung. Fassade verändert in den 1920er Jahren. | 09280508 |
|                                         | Wohnhaus in geschlossener Bebauung | Krölstraße 7 (Karte)                                                      | 1857–1867 | Baugeschichtlich und städtebaulich von Bedeutung | 09280507 |
|                                         | Wohnhaus in geschlossener Bebauung | Krölstraße 8 (Karte)                                                      | 1857–1867 | Baugeschichtlich und städtebaulich von Bedeutung | 09280506 |
|                                         | Mietshaus in geschlossener Bebauung | Krölstraße 9 (Karte)                                                      | 1860er Jahre | Markierte Seitenrisalite mit Dachhäuschen, baugeschichtlich von Bedeutung | 09304900 |
|                                         | Mietshaus in geschlossener Bebauung, mit Laden | Krölstraße 12 (Karte)                                                     | Um 1880 | Baugeschichtlich und städtebaulich von Bedeutung | 09280504 |
|                                         | Wohnhaus mit Anbau | Krölstraße 13 (Karte)                                                     | 1858 | Bauherr war der Maurermeister Toepert, eines der ältesten Häuser der Straße, baugeschichtlich und städtebaulich von Bedeutung | 09300884 |
|                                         | Mietshaus in geschlossener Bebauung, mit Läden mit originaler Front, Eckhaus | Krölstraße 15 (Dresdener Straße 16) (Karte)                               | Um 1890 | Klinkerfassade im zweiten und dritten Obergeschoss, baugeschichtlich und straßenbildprägend von Bedeutung. Eckerker über erstem und zweitem Obergeschoss. | 09281245 |
|                                         | Mietshaus in geschlossener Bebauung | Krölstraße 16 (Karte)                                                     | Um 1890 | Klinkerfassade, baugeschichtlich und städtebaulich von Bedeutung. Erker über erstem und zweitem Obergeschoss (rechts). | 09281244 |
|                                         | Mietshaus in geschlossener Bebauung | Krölstraße 17 (Karte)                                                     | 1920er Jahre (Fassade)                                                                                                   | Baugeschichtlich und städtebaulich von Bedeutung, Fassade etwas barockisierend | 09281243 |
|                                         | Mietshaus in geschlossener Bebauung | Krölstraße 18 (Karte)                                                     | Ende 19. Jahrhundert | Baugeschichtlich und städtebaulich von Bedeutung. Fassade wahrscheinlich in den 20er Jahren geglättet, dabei Verwendung von Art-déco-Elementen. | 09281242 |
|                                         | Mietshaus in geschlossener Bebauung | Krölstraße 21 (Karte)                                                     | Um 1880 | Baugeschichtlich und städtebaulich von Bedeutung, Erdgeschoss verändert, Fassade geglättet | 09281241 |
|                                         | Mietshaus mit Laden in geschlossener Bebauung, Eckhaus zur Leipziger Straße | Krölstraße 22 (Karte)                                                     | 1880er Jahre | Baugeschichtlich und straßenbildprägend von Bedeutung, Ladenfront verändert | 09281239 |
|                                         | Mietshaus in geschlossener Bebauung | Krölstraße 23 (Karte)                                                     | 1880er Jahre | Baugeschichtlich und städtebaulich von Bedeutung | 09281238 |
|                                         | Mietshaus in geschlossener Bebauung | Krölstraße 24 (Karte)                                                     | 1880er Jahre | Baugeschichtlich und städtebaulich von Bedeutung | 09281237 |
|                                         | Mietshaus in geschlossener Bebauung | Krölstraße 25 (Karte)                                                     | 1880er Jahre | Fassade mit Stilelementen der Neorenaissance, baugeschichtlich und städtebaulich von Bedeutung | 09281236 |
|                                         | Feuerwache mit Nebengebäude und Schlauchturm im Hof | Krölstraße 26 (Karte)                                                     | 1912/13 | Erbaut vom städtischen Hochbauamt, ergibt mit Gobbinstraße 12 ein Feuerwehrareal, baugeschichtlich, technikgeschichtlich und ortsgeschichtlich von Bedeutung. Feuerwache (nach Bednarek): „Mit dem im November 1847 begründeten Turnverein besaß die Stadt eine eigene Rettungsabteilung, welche bei Feuers- und Wassernot helfend eingreifen sollte. Görlitz verfügte so nach der Stadt Meißen (1841) über eine der ältesten freiwilligen Feuerwehren Deutschlands.“ | 09281235 |
|                                         | Mietshaus mit Laden in geschlossener Bebauung, Eckhaus zur Bahnhofstraße | Krölstraße 32 (Karte)                                                     | Nach 1895 | Baugeschichtlich und städtebaulich von Bedeutung | 09280408 |
|                                         | Mietshaus in geschlossener Bebauung | Krölstraße 34 (Karte)                                                     | 1895/1900 | Historismusfassade, baugeschichtlich und städtebaulich von Bedeutung, Hofgebäude hat Abrissgenehmigung | 09280409 |
|                                         | Mietshaus mit Laden in geschlossener Bebauung, Eckhaus zur Löbauer Straße | Krölstraße 36 (Karte)                                                     | Um 1895 | Klinkerfassade, baugeschichtlich und straßenbildprägend von Bedeutung | 09280415 |
|                                         | Mietshaus in geschlossener Bebauung | Krölstraße 37 (Karte)                                                     | Bezeichnet mit 1898 | Klinkerfassade, baugeschichtlich und städtebaulich von Bedeutung | 09280414 |
|                                         | Mietshaus in geschlossener Bebauung | Krölstraße 38 (Karte)                                                     | 1894 | Historismusfassade, baugeschichtlich und städtebaulich von Bedeutung | 09280413 |
|                                         | Mietshaus in geschlossener Bebauung | Krölstraße 39 (Karte)                                                     | 1875/1885 | Baugeschichtlich und städtebaulich von Bedeutung | 09280412 |
|                                         | Mietshaus in geschlossener Bebauung | Krölstraße 40 (Karte)                                                     | 1875/1885 | Baugeschichtlich und städtebaulich von Bedeutung | 09280411 |
|                                         | Mietshaus in geschlossener Bebauung, Eckhaus zur Leipziger Straße | Krölstraße 41 (Karte)                                                     | Nach 1875 | Baugeschichtlich und straßenbildprägend von Bedeutung | 09280410 |
|                                         | Mietshaus in geschlossener Bebauung | Krölstraße 42 (Karte)                                                     | Um 1880 | Baugeschichtlich und städtebaulich von Bedeutung, Putzspiegel, Fensterbedachungen | 09285608 |
|                                         | Mietshaus in geschlossener Bebauung | Krölstraße 43 (Karte)                                                     | Um 1880 | Baugeschichtlich und städtebaulich von Bedeutung. Originale, sehr schöne Haustür, Seitenrisalite höhergezogen, Stuckdekor über Fenstern, Fensterbedachungen. | 09285609 |
|                                         | Mietshaus in geschlossener Bebauung, Eckhaus zum Lutherplatz | Krölstraße 45 (Karte)                                                     | Um 1900 | Historismusfassade mit überhöhter Ecke, baugeschichtlich und straßenbildprägend von Bedeutung. Seit 1901 war die Königliche Maschineninspektion Görlitz mit Sitz auf der Krölstraße 45 für die loktechnischen Belange zuständig. Es war neben dem Görlitzer Bw auch für das Schlaurother Bw und für Seidenberg zuständig. | 09280514 |
| Weitere Bilder                          | Zentralhospital, Baracke entlang des Lutherplatzes, Einfriedung und die parkähnlich gestaltete Grünfläche                                                                          | Krölstraße 46 (Karte)                                                     | 1861 bis 1863 Hospital; 1941 Baracke                                                                                     | Zum Hospital gehörte das dahinterliegende Siechenhaus, siehe Lutherplatz 16, Zentralhospital für ältere und pflegebedürftige Görlitzer unter Stadtbaurat Martin gebaut, die Baracke 1941 als Unterkunft von 24 Männern und 24 Frauen aus dem Siechenhaus errichtet, baugeschichtlich, ortsgeschichtlich und sozialgeschichtlich von Bedeutung | 09301912 |
|                                         | Mietshaus in geschlossener Bebauung | Krölstraße 47 (Karte)                                                     | 1875/1885 | Baugeschichtlich und städtebaulich von Bedeutung | 09280503 |
|                                         | Wohnhaus in geschlossener Bebauung | Krölstraße 48 (Karte)                                                     | 1857–1867, um 1920 | Baugeschichtlich und städtebaulich von Bedeutung. Fassade wahrscheinlich in den 1920er Jahren verändert. | 09280502 |
|                                         | Mietshaus in geschlossener Bebauung | Krölstraße 49 (Karte)                                                     | 1875/1885 | Baugeschichtlich und städtebaulich von Bedeutung | 09280501 |
|                                         | Mietshaus in geschlossener Bebauung, mit Hintergebäude | Krölstraße 50 (Karte)                                                     | 1875/1885 | Baugeschichtlich und städtebaulich von Bedeutung | 09280500 |
|                                         | Mietshaus in geschlossener Bebauung mit Durchgangsüberbauung | Krölstraße 51 (Karte)                                                     | Um 1880 | Baugeschichtlich von Bedeutung | 09304901 |
|                                         | Wohnhaus in geschlossener Bebauung | Krölstraße 52 (Karte)                                                     | 1864 | Baugeschichtlich und städtebaulich von Bedeutung. Giebel im Dach. Hofeinfahrt. Originale Fenster. Gesimse, Putzgliederungen. Fenster schließen fast bündig mit der Wandfläche ab. | 09282115 |
|                                         | Wohnhaus in geschlossener Bebauung | Krölstraße 53 (Karte)                                                     | 1857–1867 | Baugeschichtlich und städtebaulich von Bedeutung | 09280499 |
|                                         | Wohnhaus in geschlossener Bebauung | Krölstraße 54 (Karte)                                                     | 1857–1867 | Baugeschichtlich und städtebaulich von Bedeutung | 09280498 |
|                                         | Wohnhaus in geschlossener Bebauung | Krölstraße 55 (Karte)                                                     | 1857–1867 | Baugeschichtlich und städtebaulich von Bedeutung | 09280497 |
| Direkt Bild zu diesem Denkmal hochladen | Wohnhaus, Scheune und zwei Seitengebäude eines Bauernhofes | Kummerau 3 (Karte)                                                        | Mitte 19. Jahrhundert (Bauernhaus); 1859 (Bauernhof)                                                                     | Baugeschichtlich und wirtschaftsgeschichtlich von Bedeutung. Scheune hinter dem Haus mit Inschrift „Erbaut v. A. Hartmann“. Wohnhaus ohne rechten Anbau. | 09281477 |

## Streichungen von der Denkmalliste
| Bild                                    | Bezeichnung                                       | Lage                               | Datierung | Beschreibung | ID       |
| --------------------------------------- | ------------------------------------------------- | ---------------------------------- | --- | --- | -------- |
| Direkt Bild zu diesem Denkmal hochladen | Pförtnerhaus-Fassade, Einfriedung und Pflasterung | Jakobstraße 18 (Karte)             | 1902 (Pförtnerhausfassade); um 1900 (Pförtnerhaus, Abbruch vor 2015, nur Fassade bleibt Denkmal); 1870er Jahre (Einfriedung) | Fassade mit neubarock geschwungenem Giebel, Einfriedung der Sockel aus Naturstein, die Pfeiler aus Granit, Pflasterung Granit und Basalt, geschichtlich und straßenbildprägend von Bedeutung. Zwischen 2017 und 2024 aus der Denkmalliste gestrichen. | 09302013 |
| Direkt Bild zu diesem Denkmal hochladen | Wohnhaus mit Vorgarten                            | James-von-Moltke-Straße 52 (Karte) | 1865 | Baugeschichtlich und städtebaulich von Bedeutung; nach 2014 von der Denkmalliste gestrichen | 09281151 |
| Direkt Bild zu diesem Denkmal hochladen | Wohnhaus in geschlossener Bebauung                | Krölstraße 10 (Karte)              | 1857–1867 | Baugeschichtlich und städtebaulich von Bedeutung | 09280505 |

## Tabellenlegende
- Bild: Bild des Kulturdenkmals, ggf. zusätzlich mit einem Link zu weiteren Fotos des Kulturdenkmals im Medienarchiv Wikimedia Commons. Wenn man auf das Kamerasymbol klickt, können Fotos zu Kulturdenkmalen aus dieser Liste hochgeladen werden:
- Bezeichnung: Denkmalgeschützte Objekte und ggf. Bauwerksname des Kulturdenkmals
- Lage: Straßenname und Hausnummer oder Flurstücknummer des Kulturdenkmals. Die Grundsortierung der Liste erfolgt nach dieser Adresse. Der Link (Karte) führt zu verschiedenen Kartendiensten mit der Position des Kulturdenkmals. Fehlt dieser Link, wurden die Koordinaten noch nicht eingetragen. Sind diese bekannt, können sie über ein Tool mit einer Kartenansicht einfach nachgetragen werden. In dieser Kartenansicht sind Kulturdenkmale ohne Koordinaten mit einem roten bzw. orangen Marker dargestellt und können durch Verschieben auf die richtige Position in der Karte mit Koordinaten versehen werden. Kulturdenkmale ohne Bild sind an einem blauen bzw. roten Marker erkennbar.
- Datierung: Baubeginn, Fertigstellung, Datum der Erstnennung oder grobe zeitliche Einordnung entsprechend des Eintrags in der sächsischen Denkmaldatenbank
- Beschreibung: Kurzcharakteristik des Kulturdenkmals entsprechend des Eintrags in der sächsischen Denkmaldatenbank, ggf. ergänzt durch die dort nur selten veröffentlichten Erfassungstexte oder zusätzliche Informationen
- ID: Vom Landesamt für Denkmalpflege Sachsen vergebene, das Kulturdenkmal eindeutig identifizierende Objekt-Nummer. Der Link führt zum PDF-Denkmaldokument des Landesamtes für Denkmalpflege Sachsen. Bei ehemaligen Kulturdenkmalen können die Objektnummern unbekannt sein und deshalb fehlen bzw. die Links von aus der Datenbank entfernten Objektnummern ins Leere führen. Ein ggf. vorhandenes Icon  führt zu den Angaben des Kulturdenkmals bei Wikidata.